# رنسانس

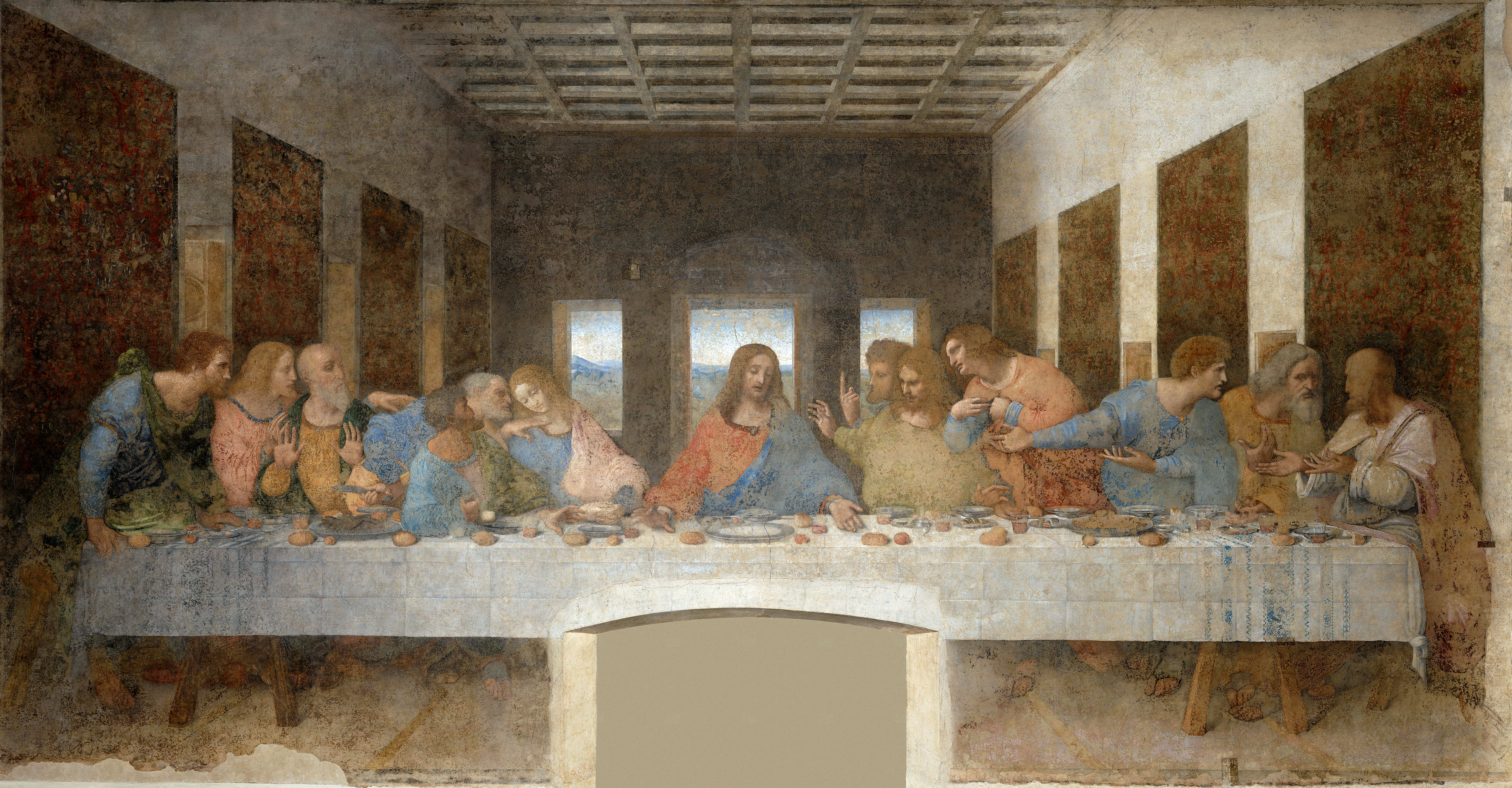
تابلوی شام آخر اثر لئوناردو داوینچی

رُنِسانس (به فرانسوی: Renaissance) دورهٔ نوزایی یا دورهٔ نوزایش، جنبش فرهنگی مهمی بود که آغازگر دورانی از انقلاب علمی، اصلاحات مذهبی و پیشرفت هنری در اروپا شد. دوران نوزایش، دورانِ گذار بین سده‌های میانه (قرون وسطی) و دوران جدید است. نخستین بار، واژهٔ رنسانس را فرانسوی‌ها در سدهٔ ۱۶ میلادی به‌کار بردند. آغاز دورهٔ نوزایش را در سدهٔ ۱۴ میلادی در شمال ایتالیا می‌دانند. این جنبش در سدهٔ ۱۵ میلادی، شمال اروپا را نیز فراگرفت. رنسانس، یک تحول ۳۰۰ساله است که از فلورانس در ایتالیا آغاز شد و به عصر روشنگری در اروپا انجامید.
نخستین بار آن دسته که دوران قرون وسطی را ادوار مُظلِم و دوران فِترَت می‌خواندند و معتقد بودند این‌بار در دورهٔ جدید روح بشری از قید بردگی رهایی یافته‌است، بر این دوره و عهد نوینش نام رنسانس — به‌معنای عهد تجدید حیات علم و ادب بشری — نهادند. تجدید حیات از آن جهت بود که معتقد بودند افراد در قرن پانزدهم بعد از دوران فترت، که همان قرون وسطاست، دنبالهٔ تمدن‌های روم و یونان را گرفته‌اند. ضمناً در همین دوران رنسانس بود که اعصار قبلی را قرون وسطی نام نهادند. از این لحاظ است که اکثراً دورهٔ رنسانس را مقدمه و بدایت اعصار «جدید» می‌شمردند. رنسانس معرف دوران جدیدی در اندیشه و احساس مردمان بود و بر اثر این تحول بود که بالمآل اروپا و تأسیسات آن دگرگونه شد. برای نخستین بار در قرن پانزدهم در ایتالیا بود که طرز تفکر و تلقی دنیوی پدید آمد. ایتالیا محیطی فراهم آورده‌بود که در آن بسیاری از جنبه‌های شخصیّت انسان می‌توانست به نحو اتم و اکمل رشد و نمو نماید. در این سرزمین مفهوم جدیدی از نوع انسان پدید آمد. اینجا دنیا را آنقدر هیجان‌آور دیدند که گفتند لزومی ندارد به فکر عُقبی باشیم. دیگر بسیار جای شک و شبهه بود که زندگی آرام، بی‌دغدغه و در گوشهٔ انزوا به‌مراتب از لذات زندگی، محشور بودن با مردم و زندگی پردغدغهٔ فعّال بهتر و بالاتر باشد. دیگر دشوار بود همانند قرون وسطی تصور کنند که کشیش رُجحانی بر مردم عادی داشته‌باشد یا سرانجام مردم در برابر میزان عدل و حساب پُر مخافتی قرار گیرند. اینکه اراده و کیاست بشری مایهٔ گمراهی تواند شد در نظر رنسانسی‌های ایتالیایی عقیده‌ای ملال‌انگیز می‌نمود. ظاهراً می‌گفتند که بشر موجودی ضعیف و محتاج فیض ربّ و پیداکردن طریق نجاح و ثواب است، اما از صمیم قلب این نظریه را قبول نداشتند؛ در عوض، آنچه در نظر اینان مایهٔ اعجاب می‌نمود همانا قدرت شگرف بشر، قدرت خلاقهٔ وی و قریحهٔ سرشار او برای ابتکار در موضوعی بود. به‌طور کلی آنچه آنان را در این دوره فریفته و مجذوب نمود، «بشر» به معنای اعم نبود، بلکه یک فرد بزرگ و توانا بود. در قرون وسطا تنها فرد مورد توجه زیاد قرار گرفته‌بود اما زعم این بود که تمامی افراد در یک سلسلهٔ مراتب جای دارند و هر فردی در یک اجتماع مقامی خاص خود را دارد و در رأس این سلسلهٔ مراتب کلیسا قرار دارد. اما در دوران رنسانس فردیت از این قید آزاد گردید و جلال و حشمتی خاص خود یافت، او تمامی موانع و قید و بندها را به کناری زده، روحش آزاد و میدان اندیشه‌اش باز شده، مقدرات خود را به کف گرفته، و ارزش خود را پیدا کرده‌بود و، در یک‌کلام، پی‌برده‌بود که چه قوایی در طبیعت وی نهفته و نیز توفیق یافت این قوا را به منصه ظهور برساند. این توجه و علاقه‌ای را که در دوران رنسانس به جنبه‌های مختلف حیات بشری نشان دادند می‌توان از مجسمه‌ها، معماری‌ها و موسیقی، و بالاتر از همه اسلوب نقاشان رنسانس استنباط نمود؛ یعنی نقاشی کمتر سمبولیک شد، کمتر معرف حقایق و واقعیات کلی شد، و نقاش بیشتر در صدد برآمد واقعیات را آنگونه که به چشم می‌آید و دیده می‌شود ترسیم کند؛ برای نمونه هر جا رافائل تصویر مریم عذرا را کشیده‌است گویی تقلید از زنان جوان ایتالیا کرده، و هیاکل نیرومندی که به‌دست میکل‌آنجلو (میکل‌آنژ) ترسیم شده‌اند گویی آسمان (لاهوت) و زمین (ناسوت) را به هم ارتباط داده‌اند.
رنسانس بیش از هرچیز دیگر حاصل نگرش جدید به انسان است. انسان‌گرایی رنسانس باعث شد مردم به انسان و ارزش‌های او ایمان بیاورند و این با تأکید تعصب‌وار بر فطرت گناهان انسان در تضاد بود. اکنون برخلاف قرون وسطی انسان موجودی بزرگ و باارزش تلقی می‌شد. یکی از شخصیّت‌های مهم رنسانس مارسیلیو فیچینو بود که می‌گفت «خودت را بشناس ای نسلِ خداگونه که در کسوت انسان ظاهرشده‌ای». شخصیت دیگر جووانی پیکو دلا میراندولا بود که خطابه‌ای در ستایش مقام شامخ انسان نوشت. این نوع نگرش‌ها به انسان در قرون وسطی به‌هیچ‌رو قابل تصور نبود، چرا که در آن‌موقع همه‌چیز از خدا شروع و به او ختم می‌شد در حالی‌که در تفکر انسان‌گراییِ رنسانس همه‌چیز از انسان آغاز می‌شد.
رنسانس در سال‌های ۱۳۰۰ میلادی در ایتالیا آغاز شد و در طول سه سده در سراسر اروپا انتشار یافت. به‌ندرت در دوره‌ای چنین کوتاه ازنظر تاریخی، رخدادهای گوناگونی به وقوع می‌پیوندد؛ حال آنکه این سده‌ها سرشار از تغییرات اساسی و فعالیت‌های بزرگ است. جهان امروزی نتیجهٔ همین فعالیت‌هاست، زیرا رنسانس پایه‌های اقتصادی، سیاسی، هنری و علمی تمدن‌های کنونی غرب را بنا نهاد.
دانش و هنر پیشرفت‌های عظیمی در ایتالیای سدهٔ ۱۵ و ۱۶ میلادی به‌وجود آوردند. این احیای فرهنگی به «رُنِسانس» (یعنی «نوزایش») مشهور شده‌است. دانشمندان، سرایندگان و فیلسوفانی ظهور کردند که با الهام گرفتن از میراث روم و یونان، با دیدگانی تازه‌تر به جهان می‌نگریستند. نقاش‌ها به مطالعهٔ کالبد انسان پرداختند و اعضای بدن انسان را به شیوهٔ واقع‌گرایانه‌ای نقاشی می‌کردند. فرمانروایان، ساخت ساختمان‌ها و کارهای بزرگ هنری را سفارش دادند. این عقاید تازه به‌سرعت در سراسر اروپا گسترش یافت.

## درون‌مایه
در این نهضت بزرگ سه مسئله بارز و آشکار بود: نخست دلبستگی به زندگانی یونان و روم قدیم که در دورهٔ اعتلای خود فرهنگی عالی برجای گذاشتند؛ دوم دلبستگی به زندگانی و خوشی در این جهان و شناختن قدر زیبایی و کمال در مقابل ارزش‌های قرون وسطاییِ توجه دائم به رستاخیز و جهان اخروی؛ سوم توجه به طبیعت و میل به‌مشاهدهٔ آثار طبیعی که در قرون وسطی بر مردم مجهول بود و سخن گفتن از آن‌ها مایهٔ طعن و ننگ.

## زمینه‌ها

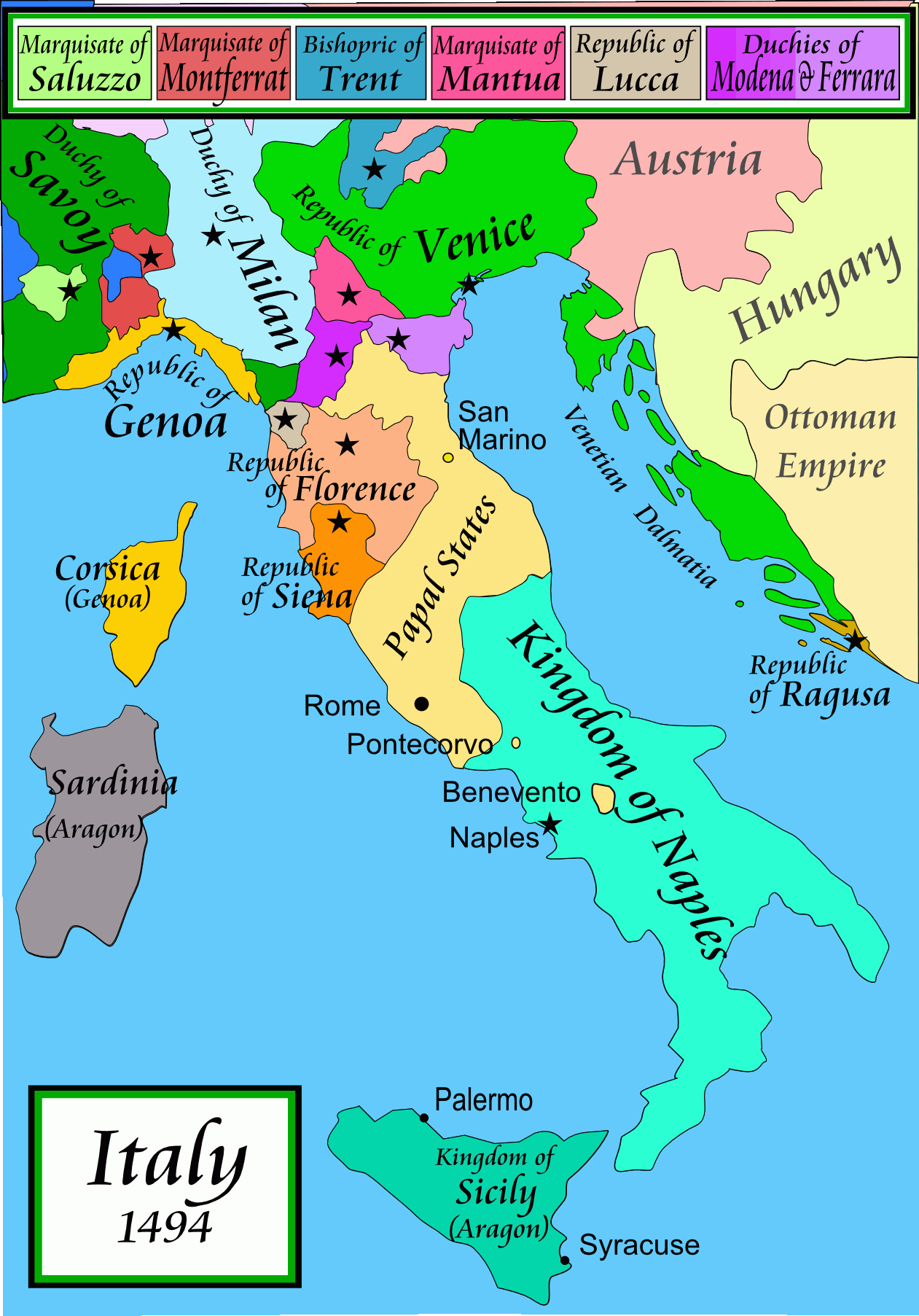
ایتالیا سال ۱۴۹۴ بعد از میلاد

### ایدهٔ بازگشت به دوران باستان
دوران رنسانس دوران بازگشت به عصر یونان و روم باستان بود، زیرا آثار باقی‌مانده از دوران باستان را نمونهٔ حقیقی هماهنگی و کمال می‌دانستند. در واقع، دوران باستانی یونان و روم پایه و اساس تجلیات روحی رنسانس می‌گردد؛ بنابراین، رنسانس به‌منزلهٔ تولد دوران قدیم در دامان دوران جدید، یا به‌منزلهٔ ظهور گذشته در اکنون تجلی می‌کند. خصیصهٔ دنیای رنسانس اینست که دنیای قرون‌وسطی را با همهٔ سنن آن به دور می‌افکند و دربارهٔ ارزش‌های سنن یونانی و رومی بازاندیشی می‌کند. پس موضوع اصلی تفکر رنسانس با دو کار در مورد گذشته شکل می‌گیرد: نخستین کار به دور افکندن جهان‌بینی قرون‌وسطایی است، و دومی شورمندی و عشق ورزیدن به دنیای کهن یونان و روم باستان و تقلید از آن. از نمونه‌های این تقلید می‌توان بدین موارد اشاره کرد: لورنتسو دِمِدیچی هر سال تولد افلاطون را جشن می‌گرفت، دانته برای نشان دادن دوزخ ویرژیل را به‌عنوان راهنما برگزیده بود، و اراسموس سیسرون را یک قدیس می‌شمرد. حتی می‌توان گفت که رنسانس به پرستش دنیای کهن پرداخت تا خود را به‌هر قیمت از زنجیرهای قرون‌وسطی برهاند؛ بنابراین، بدعت رنسانس در انتخاب گذشتهٔ باستان است، گذشته‌ای به‌منزلهٔ راهنمای اکنون. خصیصهٔ اساسی رنسانس همانا به‌کار بردن تجارب گذشته‌است برای بهتر اداره کردن امور اکنون.

### مهاجرت دانشمندان یونانی از قسطنطنیه به ایتالیا
در  قرون وسطی زبان یونانی به‌کلی از میان رفته بود و آنچه از نویسندگان یونان می‌دانستند از راه ترجمهٔ لاتینی کتب آنان بود، حتی ترجمه‌ی لاتینی ادیسه، اثر لیویوس آندرونیکوس، نیز وجود نداشت؛ فقط در بیزانس (روم شرقی) بود که زبان و ادبیات یونان را می‌دانستند. اما در ۱۴۵۳ قسطنطنیه، پایتخت امپراتوری روم شرقی، به‌دست محمد فاتح، سلطان عثمانی، افتاد و دانشمندان یونانی با کتاب‌هایی که داشتند به ایتالیا مهاجرت کردند و، در نتیجه، کتاب‌های خطی استنساخ و ترجمه‌ها فراوان شد و تا ۱۵۰۰ میلادی شاهکارهای لاتین و یونانی برای تتبع و پژوهش فراهم آمد. نظر به اهمیتی که این مهاجرت در تجدید حیات ادبی و فرهنگی اروپا داشته، مؤرخان سال ۱۴۵۳ را مبداء عصر جدید و رنسانس قرار داده‌اند.
گذشته از این، فرهنگ‌پژوهان ایتالیایی کوشش بسیار برای فراگرفتن یونانی می‌کردند، زیرا در ترجمه‌های کتب یونانی پیوسته خواننده را به اصل کتاب مراجعه می‌دادند و همین مسئله عده‌ای را به‌مطالعهٔ متن یونانی ترغیب و تحریص می‌کرد. برای نمونه، فرانچسکو پترارکا کمی یونانی نزد سفیر و نمایندهٔ روم شرقی آموخته و جووانی بوکاچو آن را به‌کفایت فراگرفته بود و، برحسب اشارهٔ پترارکا، کتاب‌های هومر را به‌کمک معلم یونانی خود به لاتین ترجمه نمود و این کار نیز موجب رغبت به تحصیل زبان و ادبیات یونانی شد، به‌طوریکه عده‌ای را برای تعلیم زبان یونانی به ایتالیا دعوت کردند.

### پیشوایان

#### فرانچسکو پترارکا
نخستین پیشوایی که در ایتالیا ظهور کرد فرانچسکو پترارکا (۱۳۷۴-۱۳۰۴) بود که به‌کلی با افکار قرون‌وسطی مخالفت داشت و بر این اعتقاد بود که نباید پیوسته به‌فکر رستاخیز و آخرت بود، بلکه باید از زیبایی و لذت‌های زندگانی بهره‌مند شد و از زمان حال استفاده کرد و برای پیشرفت و تعالی فرصت را غنیمت شمرد. با این عقاید، قهراً او وجه‌اشتراکی با دوران درخشان یونان و روم پیدا می‌کرد، و به‌همین جهت کوشید تا فرهنگ باستان را زنده کند و در دیوان  خود و کتاب‌هایی که در ادبیات و نقد شعر و اخلاق نوشت روح گذشته را ظاهر ساخت.

#### مانوئل کریزولوراس
نخستین دانشمند بزرگی که در ایتالیا رحل اقامت افکند و زبان یونانی تدریس نمود مانوئل کریزولوراس (۱۴۱۵-۱۳۵۰) بود که در ۱۳۹۳ از طرف امپراتور بیزانس (روم شرقی) به ونیز فرستاده شد تا برضد ترکان کمک و یاری بجوید. در این موقع، دانشمندان و پژوهندگان ایتالیا برای یادگیری زبان یونانی او را احاطه کردند. سه سال بعد به معلمی زبان و ادبیات یونانی در دانشگاه فلورانس منصوب شد و شانزده سال در آنجا و ونیز و میلان و روم به تدریس پرداخت و شماری کتاب از یونانی به لاتین ترجمه و یک دستور زبان یونانی نیز تألیف کرد که مدت‌ها برای ایتالیاییان کتاب درسی بود. وی عدهٔ بسیاری شاگرد تربیت کرد که بعدها از بزرگان ادب به‌شمار رفتند و صاحب نفوذ زیاد شدند و زبان و ادبیات و فرهنگ یونان را در ایتالیا نشر دادند، چنان‌که با اشاعه و زنده کردن فرهنگ مذکور در ایتالیا همان خدماتی را کردند که پترارک به فرهنگ لاتین کرده بود.

## رنسانس در ادبیات
نهضت ادبی رنسانس ایتالیا را نهضت ادبی هومانیسم یا مکتب بشردوستی نام نهادند، زیرا نویسندگانش اساس بحث را تأکید بر نوع‌دوستی بشر نهادند. آنان با علاقه و شوری فوق‌العاده به آثار دانشمندان و حکمای دوران باستان (مانند افلاطون و هومر و هوراس و سیسرون) رجوع کردند و از حدود ۱۴۰۰ فراگیری زبان‌های یونانی و لاتین در میان مردم ایتالیا امری معمول شد. طرفداران مکتب بشردوستی فقط علاقمند به تصنیفات ادبی بودند و قرون‌وسطی را دورهٔ فترتی بیش نمی‌دانستند، زیرا در این عهد هیچ تألیف و تصنیف ادبی بزرگی پدید نیامده بود. در تمامی ایتالیا (مهد رنسانس) شور غریبی برای پیدا کردن نسخ خطی نامعلوم مصنفان یونانی و رومی باستان چون تیتوس لیویوس و سیسرون پیدا شد. انسان‌گرایان نه فقط دنبال دانش و حکمت باستانیان رفتند، بلکه در لباس پوشیدن، صحبت کردن، رفتار و اطوار نیز از اشراف رومی تقلید کردند، از نوشتن به ایتالیایی، چنان‌که قبلاً دانته و بوکاچو کرده بودند، اجتناب نمودند، زبان لاتینی را که در کلیسای کاتولیک و حوزه‌های علمیه و دانشگاه‌های آن زمان به‌کار می‌رفت و با لاتین کلاسیک تفاوت داشت و لغات جدیدی را که در لاتین کلاسیک وجود نداشت و به ضرورت وارد لاتین قرون‌وسطایی شده بودند به باد مسخره گرفتند. آنان تمامی آثار لاتینی قرون‌وسطی را وحشیانه و فاسد دانستند و فقط می‌خواستند به زبان و به اسلوب ویرژیل و سیسرون چیز بنویسند.
روش نویسندگان انسان‌گرای دورهٔ رنسانس همانا روشی بود که از رومیان باستان آموخته بودند. به‌موجب این روش، نویسنده می‌بایست بزرگترین دستاوردهای نیاکان خود را برشمارد و خواننده را به‌تقلید از درخشان‌ترین کارهای آنان برانگیزد. این روشی بود که رومیان باستان از یونانیان باستان اخذ کرده بودند. به‌هر روی، اندیشهٔ سرمشق و تقلید، و روش توصیف سرمشق و برانگیختن خواننده به تقلید از او سنتی قدیم در یونان بود. حتی افلاطونِ فیلسوف این روش تقلید از سرمشق را، که تا زمان او مختص‌به شاعران و نمایشنامه‌نویسان بود، از آنِ خود ساخته و وارد نوشته‌های فلسفی خویش کرده بود؛ با این تفاوت که به‌جای پهلوانان اساطیری چون آشیل و اودیسه و ورزشکاران نامدار، که در اشعار شاعران یونانی نقش سرمشق را داشتند، سقراط فیلسوف را نشانده است، و اگر با نظر دقیق در نوشته‌های افلاطون بنگریم، خواهیم دید که یکی از اغراض او در نویسندگیْ توصیف فیلسوف (تحت نام سقراط) و برانگیختن خوانندگان به تقلید از اوست. این اندیشهٔ توصیف سرمشق و تقلید از او با افول یونان به رومیان منتقل گردید و، پس از گذشت سده‌ها از تمدن درخشان روم، با زوال امپراتوری روم غربی و نضج گرفتن فرهنگ قرون‌وسطایی از یادها رفت اما در دورهٔ رنسانس دوباره زنده شد. در رنسانس، چنان‌که از معنی این اصطلاح (تولد دوبارهٔ فرهنگ یونان و روم) برمی‌آید، دانشمندان و نویسندگان و هنرمندان نخست در ایتالیا (خصوصاً فلورانس) و سپس سراسر اروپا از پایبندی به فرهنگ قرون‌وسطایی و فلسفه مدرسی روی‌برتافتند و به دورهٔ باستان (یونان و روم) توجه یافتند و دستاوردهای آن دوره را سرمشق خود قرار دادند. برای نمونه، ماکیاولی به کتاب‌های باستانی تیتوس لیویوس به‌نام از پیدایش روم رجوع کرد و، با استفاده از داده‌های تاریخی آن کتاب، کتابی به‌نام گفتارهایی در باب ده کتاب نخست تیتوس لیویوس نگاشت که در آن، در آغاز هر فصل، یکی از وقایع تاریخ روم را از ده جلدِ نخستِ کتاب‌های نامبرده روایت می‌کند و آنگاه نظریات سیاسی خود را همچون ملاحظاتی بر آن واقعه بازمی‌کند.

## رنسانس در سیاست
در دوران رنسانس، فکر «کامل بودن قدرت غیرمذهبی» جایگزین واقعیت «قدرت تقسیم‌شده و حاکمیت ناقص» قرون‌وسطایی می‌شود. به عبارت دیگر، قدرت حاکمه فقط به خود وابسته است، در حالی‌که در جامعهٔ قرون‌وسطایی امپراتور ناگریز بود در مورد اعمالش در برابر دستگاه پاپ پاسخگو باشد.

## رنسانس در علوم
به تعبیری، دورهٔ رنسانس دورهٔ خردگرایی، ریاضیات، منطق و انسان‌مداری است. در این دوره کلیسا راهبری تحولات نوین فرهنگی را در دست می‌گیرد و یک جنبش مردم‌سالارانه به‌وجود می‌آید و پیشرفت علمی مطرح می‌شود و رنسانس به‌وجود می‌آید. در این دوره، شاهد اختراعات زیادی هستیم، مانند باروت، صنعت چاپ، دریانوردی، کشف قطب‌نما، اختراع تلسکوپ و.. دوران رنسانس برای اروپاییان عصر جدیدی بود سرشار از کامیابی‌های عظیم. بسیاری از افراد با ژان فرسنل موافق هستند. او در سال‌های آغازینِ سدهٔ ۱۵ میلادی چنین نوشت:
جهان چرخید. یکی از بزرگ‌ترین قاره‌های زمین، یعنی قارهٔ آمریکا، کشف شد… صنعت چاپ بذر دانش را کاشت. باروت، انقلابی در روش جنگ پدیدآورد. دست‌نوشته‌های باستانی احیا شد… این‌ها همگی گواه پیروزی عصر جدید (رنسانس) هستند.

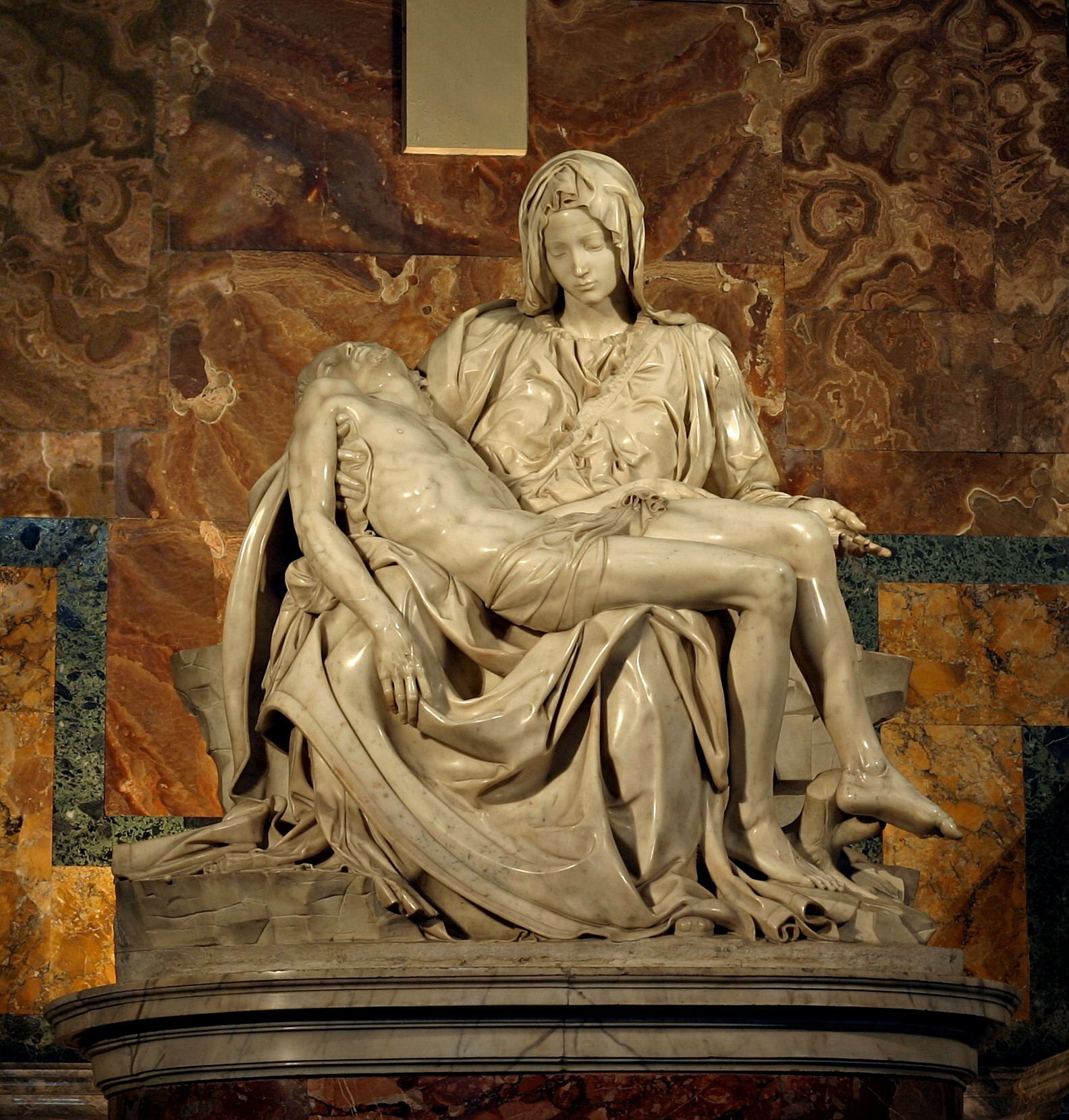
مجسمهٔ «ترحم» اثر میکل آنژ

### نقش نهضت ترجمه بر رنسانس در علوم
در قرون ۱۲ و ۱۳ میلادی، نهضت ترجمهٔ کتب مسلمانان به‌طور گسترده‌ای در اروپا پدید آمد. این نهضت از پایه‌های اصلی رنسانس علمی و فکری و عامل اساسی رویکرد اروپاییان به علم و دانش بود. در این دوران، آثار مهمی در پزشکی همچون کتاب طب الملکی علی بن عباس اهوازی، کتاب الحاوی، دائرةالمعارف بزرگ طب، و قانون ابن سینا به عبری و لاتین ترجمه شد. موضوع دیگر مورد توجه مترجمان اروپایی، مباحث علم حساب (arithmetic) و هندسه بود. اولین آثاری که در این زمینه از عربی به لاتین ترجمه شد کتاب‌های دانشمندان یونانی بود؛ مانند چهار مقالهٔ اقلیدس و پانزده مقالهٔ اصولی او و نیز کتاب الاربعه بطلمیوس (Ptolemaios). اما به‌سرعت ترجمه تألیفات و شرح‌های دانشمندان مسلمان آغاز شد. از مهم‌ترین کتاب‌های ترجمه‌شده جبر و مقابلهٔ خوارزمی بود که آغازگر علم جبر در اروپا شد. این کتاب دو بار ترجمه شد با نام‌های Algebra و Liber Algorithmi (یا کتاب خوارزمی) ترجمه شد که هم‌اکنون بعضی نسخه‌های آن در دسترس است.
همچنین ترجمهٔ گسترده از متون باستانی یونانی و لاتین بر اساس منابعی که در امپراتوری بیزانس موجود بود، انجام گرفت.

## جامعهٔ قرون وسطی در تحول

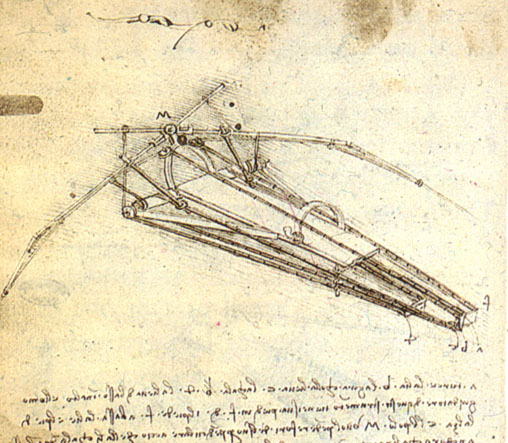
طرح یک ماشین پرنده از داوینچی.
لئوناردو دا وینچی برای طرح‌های خود به وسیلهٔ خط معکوس یادداشت‌هایی را نوشته‌است که فقط آن‌ها را در آینه می‌توان خواند.

جامعهٔ قرون وسطی که در سال ۱۳۰۰ در آستانهٔ رنسانس قرار گرفته بود، جامعه‌ای مشکل‌دار بود. چنان‌که چارلز جی نوئر می‌نویسد:
تمدن قرون وسطایی نقایص اساسی داشت. بحرانی که در قرن چهاردهم پدیدار شد با بحرانی که جامعهٔ روم (باستان) را در هم شکست، مقایسه شده‌است؛ زیرا برای پذیرفتن اصلاحات زیر بنایی انعطاف به خرج داد.
فئودالیسم، نظام اجتماعی قرون وسطی دیگر مؤثر نبود. ساختار سست سیاسی آن نمی‌توانست شیوه‌هایی را برای تشکیل و ادارهٔ کشورهایی که حکومت قدرتمند مرکزی داشتند و در انگلستان و فرانسه در حال شکل‌گیری بودند، فراهم آورد. به‌علاوه کلیسای کاتولیک نیز، که به جامعهٔ قرون وسطی ثبات می‌بخشید، در سال‌های پایانی قرون وسطی گرفتار مشکلات داخلی خودش بود. منظور از این مشکلات فساد مالی و اخلاقی بود که وارد سیستم و دستگاه کلیسا شده بود و رفته‌رفته می‌رفت تا جای خود را به نظام شورایی دهد که با رانت‌دهی پاپ در سال ۱۴۵۰ مجدداً کلیسا بر نظام شورایی غلبه یافت و کلیسا جشن عظیمی در همین راستا برپا نمود. بسیاری از روحانیان با استفاده از موقعیتشان برای خود قدرت‌های سیاسی کسب می‌کردند. البته عوامل دیگری همچون رونق تجارت نیز در ایجاد رنسانس دست داشته‌اند. هنگامی که سربازان از جنگ‌های صلیبی بازمی‌گشتند با خود ادویه، ابریشم و… را می‌آوردند. رشد بازرگانی با توجه به بقیهٔ دنیا برانگیخت و جامعه‌ای که روزگاری بسته و محدود بود، شروع به بازشدن و توسعه نمود.

## انسان‌گرایان و فرهنگ

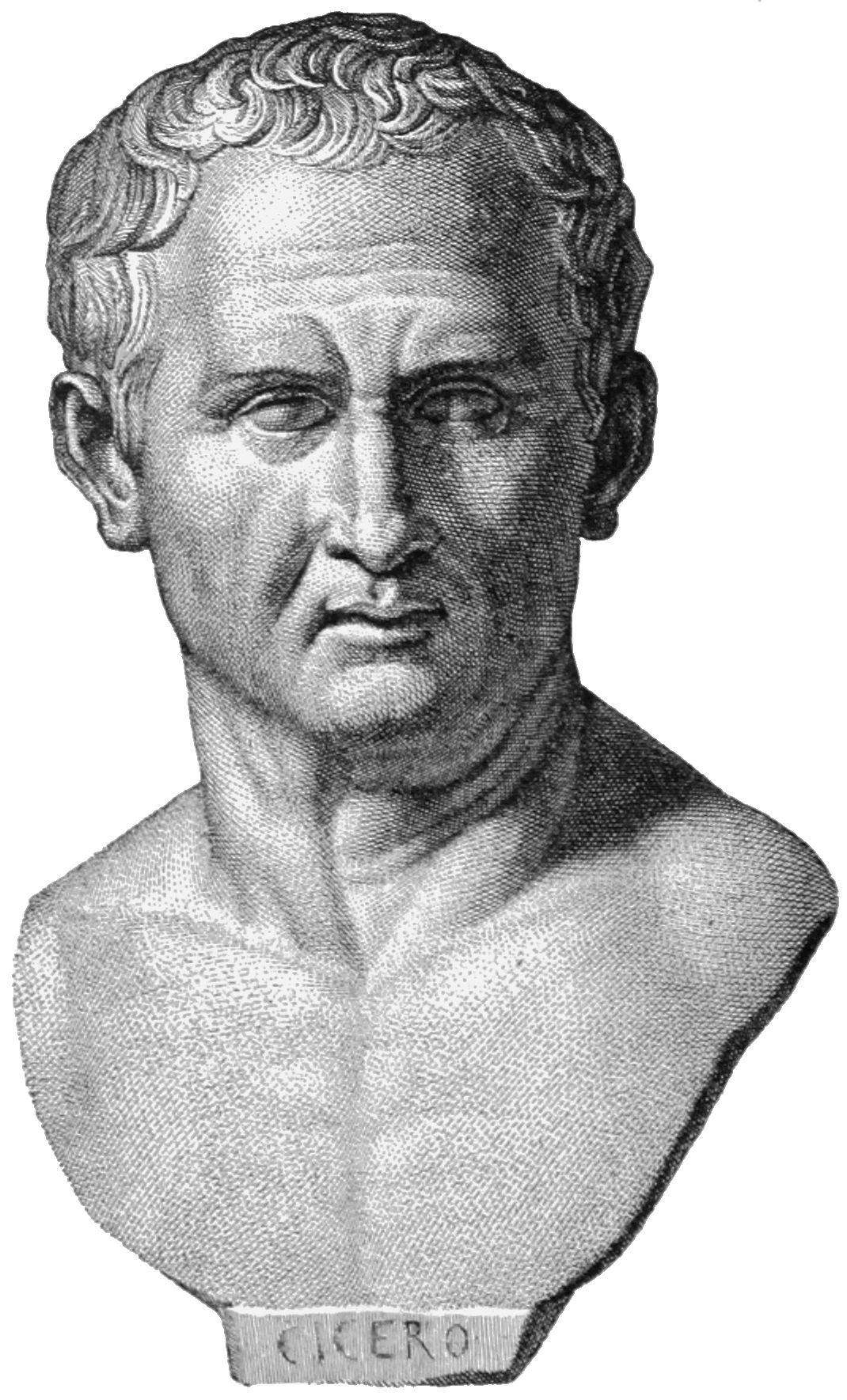
سیسرون: فیلسوف و سیاستمدار و سخنور اهل جمهوری روم

در رنسانس، بیش از هرچیز به بارآوری و آفرینندگی انسان توجه می‌شود. از دید انسان‌گرایان دوران رنسانس، آدمی موجودی آزاد شمرده می‌شود و به حیات اخروی خویش نمی‌اندیشد و باید از یوغ بندگیی که جهان‌بینی قرون‌وسطایی بر گردنش نهاده بود آزاد شود.
در سدهٔ پانزدهم، در سراسر اروپا و خاورمیانه، محققان قفسه‌های غبار گرفتهٔ ساختمان‌های قدیمی را جستجو کردند و دست‌نوشته‌های یونانی و رومی را پیدا کردند. در نتیجه، نوشته‌های باقی‌مانده از نویسندگان کلاسیک از جمله افلاطون، سیسرون، سوفوکل و پلوتارک به دوران رنسانس رسید. محققان با حمایت افراد توانگر کارشان را به‌خوبی انجام دادند و در سال ۱۵۰۰ آن‌ها تقریباً تمام دست‌نوشته‌هایی را که امروز موجود است، یافتند. مطالعهٔ این آثار، دانش نو نام گرفت. در آن زمان ضمن احیای علاقه به نوشته‌های کلاسیک، به ارزش‌های فردی نیز توجه شد. این گرایش انسان‌گرایی نام گرفت؛ زیرا طرفداران آن به جای موضوعات روحانی و الهی بیش از هر چیز مسائل انسانی را در نظر گرفتند. انسان‌گرایی نیز مثل خود رنسانس از ایتالیا ظهور کرد. دو عامل سبب ظهور انسان‌گرایی شد؛ یکی وجود بقایای امپراتوری روم و دیگری آوارگان امپراتوری درهَم‌شکستهٔ بیزانس.
ویل دورانت در این باره می‌گوید:
دانشمندان بیزانسی قسطنطنیه را ترک کردند و در واقع به‌عنوان حامل جوانهٔ آثار کلاسیک عمل کردند، به این ترتیب ایتالیا سال به سال یونان را بهتر و بیش‌تر می‌شناخت.

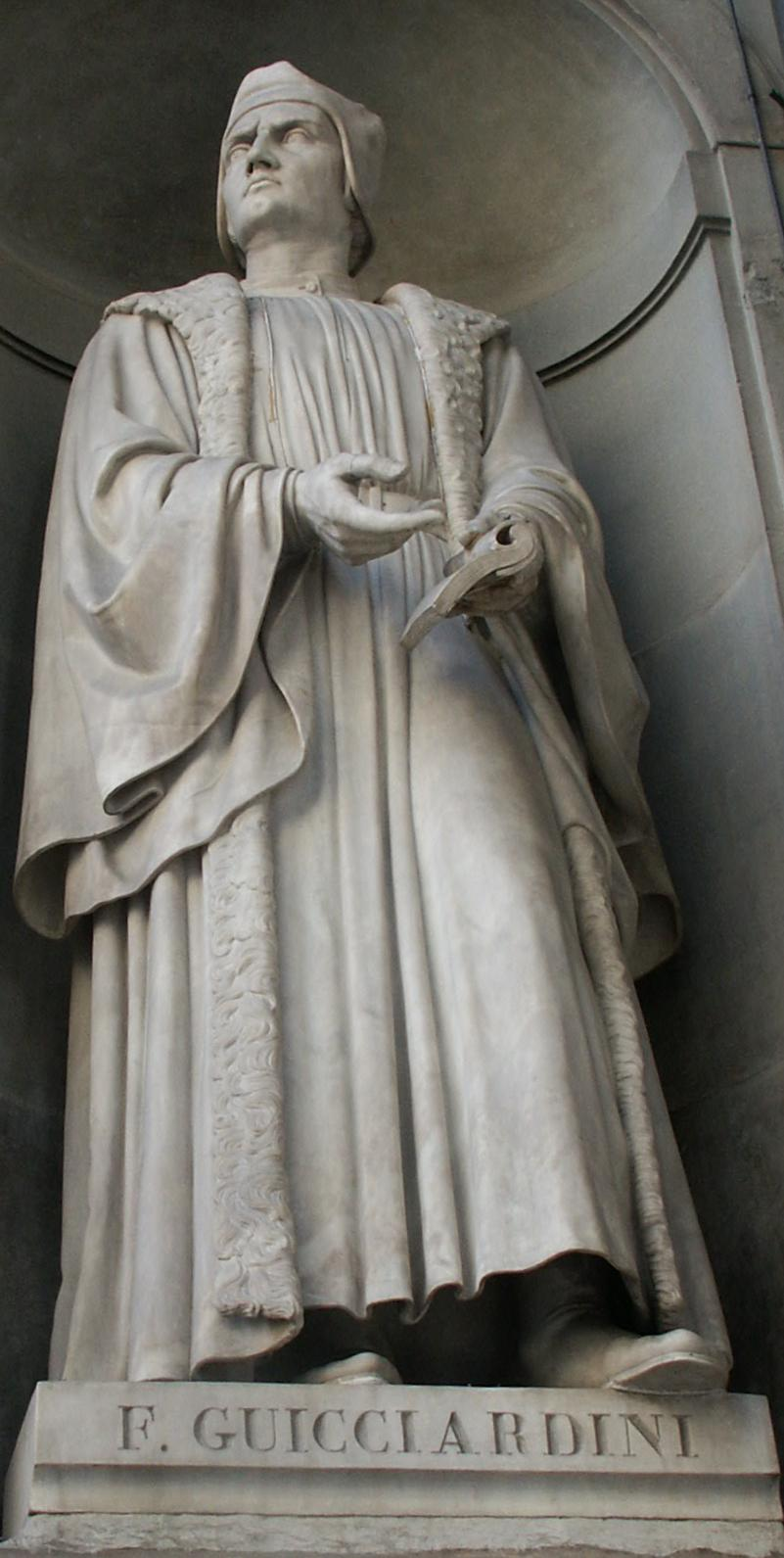
فرانچسکو گیچیاردینی

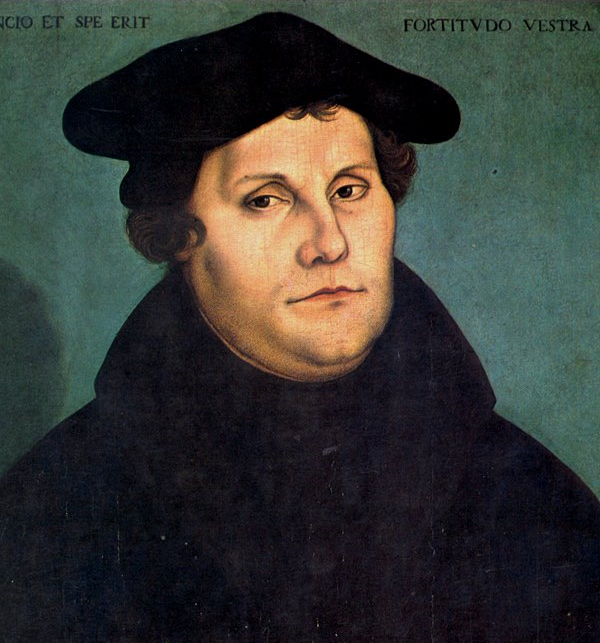
مارتین لوتر کشیش آلمانی و مترجم انجیل به زبان آلمانی

عامل دیگر گسترش صنعت چاپ بود که عملاً باعث می‌شد دسترسی به کتب راحت‌تر شود در نتیجه سرعت دانش کلاسیک و اندیشه‌های انسان‌گرایی را به‌طور چشمگیری افزایش داد. علاوه بر این‌ها در دورهٔ رنسانس خواندن کتاب مانند قرون وسطی تنها به روحانیون محدود نبود. زن و مرد، فروشندگان، اشراف و… می‌توانستند بخوانند. در واقع در اواسط سدهٔ شانزدهم، نیمی از مردم لندن سواد خواندن و نوشتن داشتند، میزان سواد در سایر شهرهای اروپا نیز مانند لندن بود.
فلورانس به‌دلیل حمایت‌های خانوادهٔ مدیچی‌ها بسیار در هنر و فرهنگ پیشرفت کرد. لورنزو نوادهٔ قدرتمند کوزمو و حاکم مستبد فلورانس نسبت به هنر بسیار سخاوتمند بود. او دانشسرایی در پیزا (تحت سلطهٔ فلورانس) برای جوانان فلورانسی تأسیس کرد.
علاوه بر این‌ها در دورهٔ انسان‌گرایی انتقاداتی نیز به کلیسا وارد شد. اراسموس و سایر منتقدان کلیسا معتقد بودند که آیین بسیار سطحی‌شدهٔ مذهبی نیازهای معنوی اعضای کلیسا را برآورده نمی‌سازد.
فرانچسکو گیچیاردینی در کتاب «تاریخ ایتالیا» در سال ۱۵۶۱ نوشت:
پاپ‌ها که قدرت جهانی پیدا کرده بودند، دستورهای الهی و رستگاری روحشان را از یاد بردند… هدف آن‌ها دیگر زندگی مقدس و پاک، گسترش مسیحیت و عمل نیک در قبال همسایگان نبود. آن‌ها به جمع‌آوری سپاه، انباشتن ثروت، بدعت‌گذاری و خلق شیوه‌های جدید برای کسب پول از هر جایی علاقه‌مند شده بودند.
مارتین لوتر نود و پنج فرضیه‌اش را به در کلیسای همهٔ قدیسان در ویتنبرگ نصب می‌کند و شکایت‌های لوتر از سوءاستفاده‌های کلیسای کاتولیک از قدرت منجر به اصلاحات و پدید آمدن مذهب پروتستان شد.

## تقسیم‌بندی رنسانس

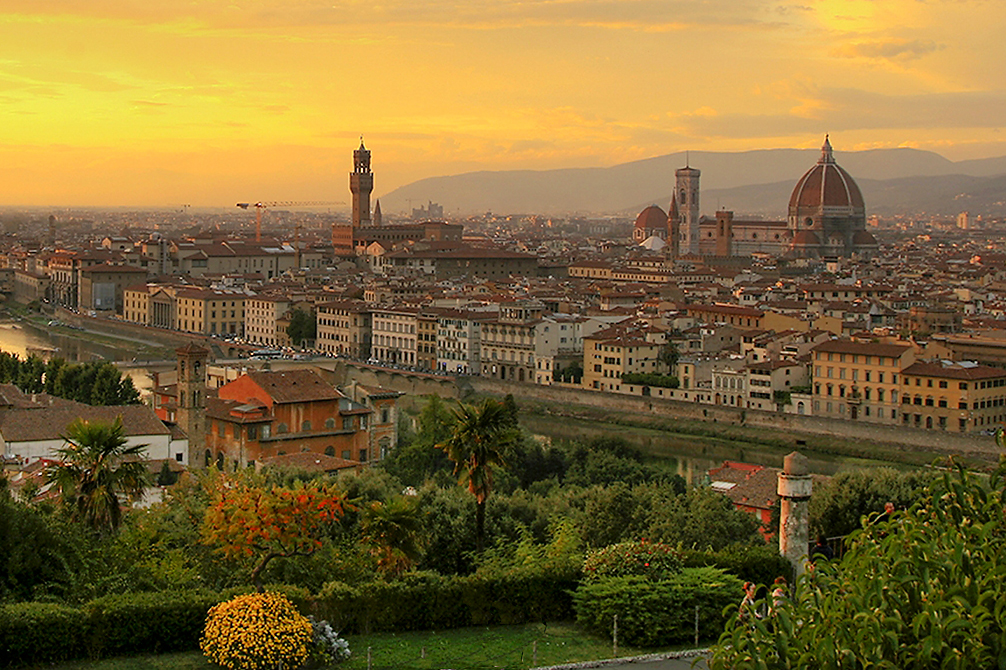
نمایی از فلورانس تولدگاه رنسانس

در تاریخ هنر معمولاً دوران رنسانس را به این مراحل، بخش می‌کنند:
- آغازین (حدود ۱۳۰۰ - حدود ۱۴۲۰)
- پیشین (حدود ۱۴۲۰- حدود ۱۵۰۰)
- پسین یا اوج (حدود ۱۵۰۰ - حدود ۱۶۲۷)

## بازرگانی

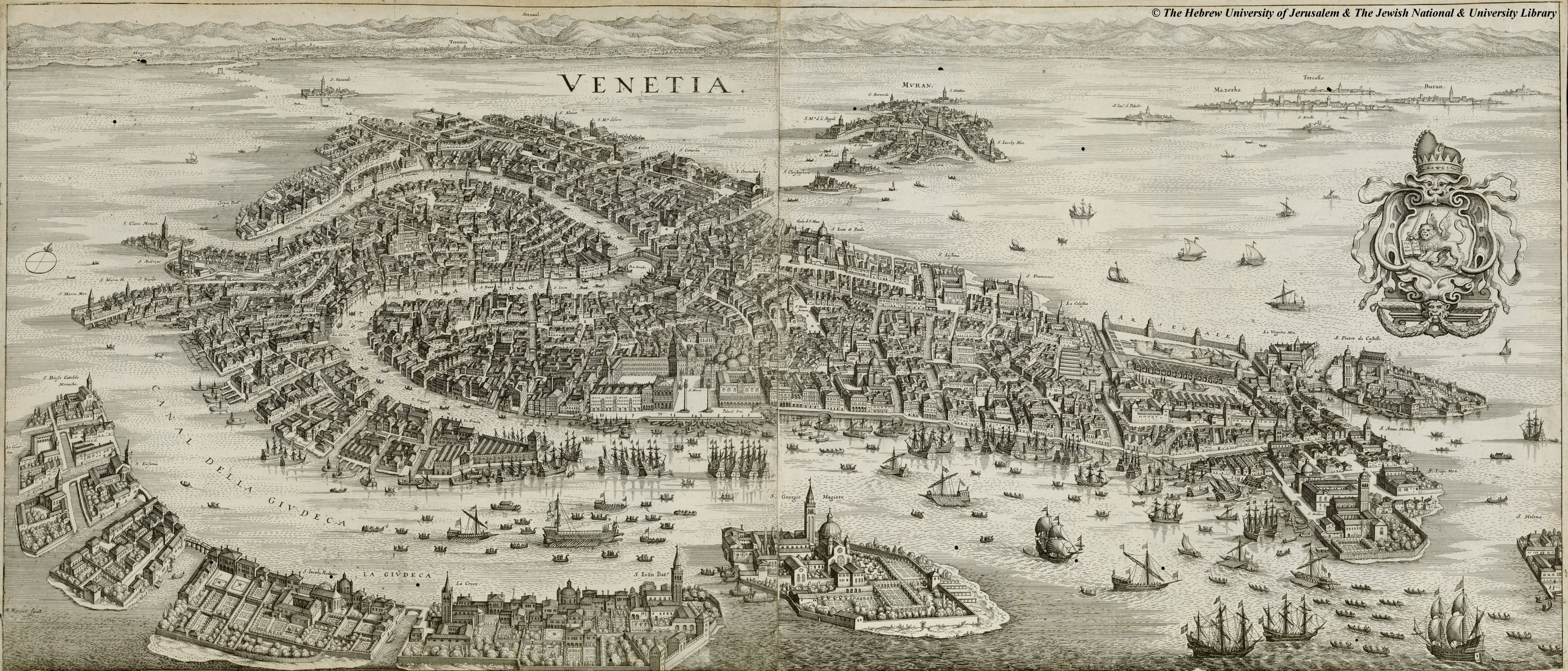
نمایی از شهر ونیز

رنسانس عهد شکوفایی تجارت بود و در این دوران اروپا به‌طور کلی ثروتمند بود. بعضی از تجارت‌های دوران رنسانس جنبهٔ بین‌المللی داشتند و درآمد حاصل از آن به اندازه‌ای بود که منجر به تکامل روش‌های مدیریت مالی شد. جامعهٔ دوران رنسانس متشکل از سه طبقه بود: طبقهٔ بالایی یا حاکم، طبقهٔ متوسط یا تجّار و طبقهٔ پایینی یا کارگر.
اشراف طبقهٔ بالا هنوز هم بیش‌ترین قدرت سیاسی را داشتند و صاحب املاک وسیعی بودند و افراد طبقهٔ پایین مورد سوءاستفادهٔ و خراج‌گیری آن‌ها قرار می‌گرفتند. افکار انسان‌گرایان نیز مخالف ثروت و ماده‌گرایی نبود.

به‌طوری‌که لئوناردوبرونی می‌گوید:
ما باید از دارایی‌هایمان لذت ببریم و از آن‌ها برای راحتی و معاشمان استفاده کنیم. ما نباید در استفاده از آنچه فراهم آورده‌ایم، پرهیز کنیم و تشنه لب بر سر چشمه بمانیم.
یکی از سودمندترین مشاغل دوران رنسانس خرید و فروش بود. مواد خام یک منطقه با سود به تولیدکنندگان مناطق دیگر فروخته می‌شد و با فروش کالاهای ساخته‌شده سود بیشتری حاصل می‌شد.
با وجود رشد صنعت، رنسانس دورهٔ انقلاب صنعتی نبود. بسیاری از محصولات اروپایی را کارگرانی تولید می‌کردند که به‌تنهایی یا در گروه‌های کوچک کار می‌کردند، صنعت چاپ بود.
اغلب کالاهایی که دادوستد می‌شدند، دست‌ساز بودند و تولید انبوه به وسیلهٔ ماشین سیصد سال بعد از آن مرسوم شد.
ونیز و جنوآ هر دو از موقعیت سوق‌الجیشی مناسبی برخوردار بودند و در دوران رنسانس مرکز تجارت مدیترانه‌ای بودند.
در شمال اروپا نیز خریدوفروش مواد غذایی شاه (از جمله شاه‌ماهی نمک‌سود) از جمله فعالیت‌های پر سود اقتصادی بود. این بازرگانان برای مقابله با دزدان دریایی و کنترل این بازرگانی پرسود اتحادیه‌ای را پدید آوردند . مراکز مدیریت این اتحادیه در شهرهای لوبک و هامبورگ قرار داشت.
تجارت امروزی بیش از تخصصی شدن مشاغل مرهون رنسانس است. برای مثال، شرکت‌های سهامی امروزی از دوران رنسانس به وجود آمده‌اند یکی از اولین شرکت‌ها، شرکت انگلیسی موسکوی بود که در سال ۱۵۳۳ برای تجارت با روسیه تأسیس شد. موسکوی و سایر شرکت‌ها، مثل شرکت‌های سهامی امروزی برای افزایش سرمایه، سهامشان را تحت عنوان بورس می‌فروختند. به علاوه صرافان دورهٔ رنسانس، بسیاری از کارهای بانکداران امروزی را از جمله پرداخت بهره و تأمین سپرده انجام می‌دادند.

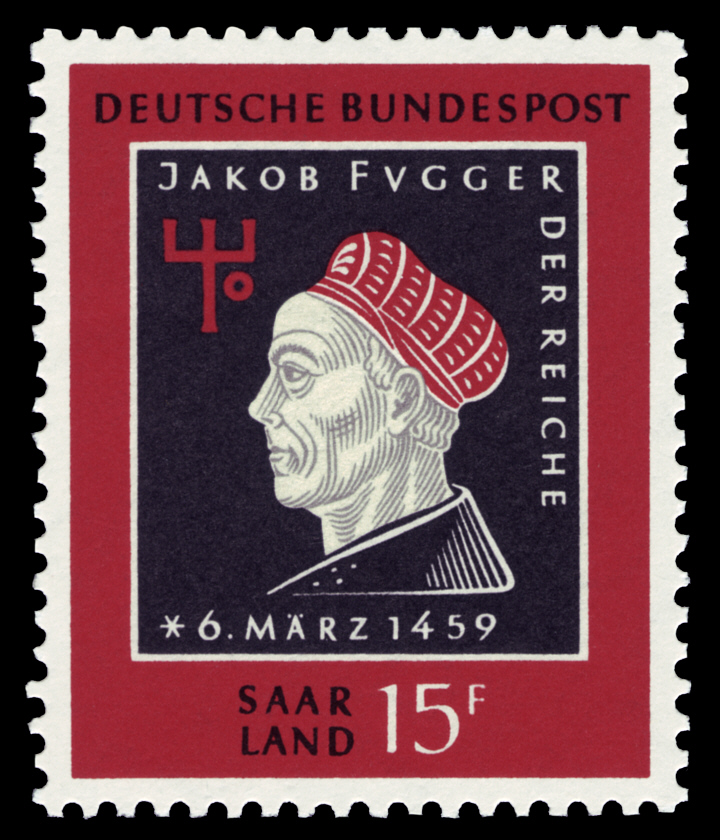
یاکوب (جاکوب) فوگر

در اوایل دوران رنسانس، مهم‌ترین بانکداران که آن‌ها را بانکداران لومبارد می‌نامیدند ساکن شمال ایتالیا بودند که مرکزشان در فلورانس بود که هشتاد شرکت مالی داشت. در قرن پانزدهم، شرکت مدیسی به‌تنهایی شانزده شعبه تأسیس کرد. ویل دورانت در این باره می‌گوید:
هشتاد بانک واقع در فلورانس سرمایهٔ سپرده‌شان را به کار می‌انداختند. چک‌ها را پرداخت می‌کردند و نامه‌های اعتباری صادر می‌کردند. فلورانس از قرن سیزدهم تا پانزدهم مرکز مالی اروپا بود.
همچنین یکی از موفق‌ترین بانکداری‌های غیرِایتالیایی متعلق به فوگرهای آلمانی بود. آن‌ها ابتدا با فروش البسه مشهور شدند. سپس با راهنمایی‌های یاکوب فوگر به اوج سعادت رسیدند.

## گسترش

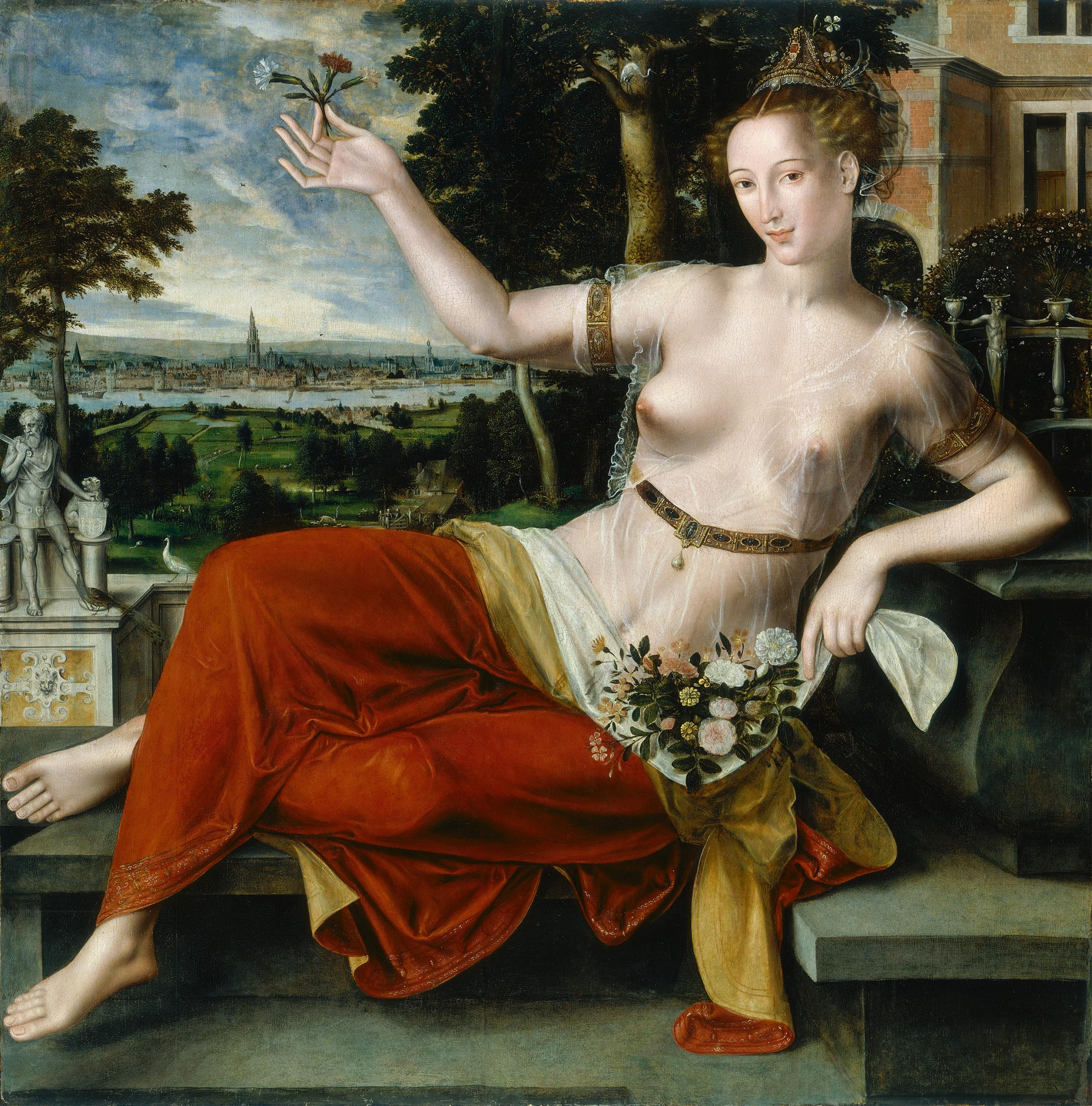
فلورا اثر یان ماتسیس نقاش عهد رنسانس

در سدهٔ پانزدهم رنسانس از زادگاهش در فلورانس و ایتالیا به سایر بخش‌های اروپا گسترش پیدا کرد و مدتی پس از آن، به تمام اروپا راه یافت. اختراع چاپ فشاری توسط مخترع آلمانی یوهانس گوتنبرگ این امکان را فراهم کرد که ایده‌های نوین به‌سرعت انتقال پیدا کنند. با گسترش بیشتر، اندیشه‌های رنسانسی متنوع‌تر شده و دستخوش تغییراتی شدند تا با فرهنگ محلی وفق پیدا کند. در سدهٔ ۲۰، محققان رنسانس را به جنبش‌های محلی و ملی تقسیم‌بندی کردند.

### انگلستان
در انگلستان، سدهٔ ۱۶ آغازی بر رنسانس انگلیسی بود؛ با آثار ویلیام شکسپیر، کریستوفر مارلو، ادموند اسپنسر، تامس مور، فرانسیس بیکن، فیلیپ سیدنی و غیره. هنرمندان و معماران بزرگی، نظیر اینیگو جونز، هم با معرفی معماری و هنری ایتالیایی به انگلستان در گسترش رنسانس در آن کشور تأثیرگذار بودند. این موضوع در حیطهٔ موسیقی توسط افرادی نظیر توماس تالیس، جان تاورنر و ویلیام برد راه خود را پیدا کرد.

### فرانسه
واژهٔ رنسانس یک کلمهٔ فرانسوی است، به معنی «تولد دوباره». این کلمه اولین بار در سدهٔ ۱۸ مورد استفاده قرار گرفته بعدها با استفاده آن در کتاب Histoire de France (تاریخ فرانسه) اثر ژول میشله (۱۷۹۸–۱۸۷۴) که در سال ۱۸۵۵، به‌صورت گسترده‌ای رواج پیدا کرد.
رنسانس ایتالیایی در سال ۱۴۹۵ به فرانسه رسید، زمانی که شاه شارل هشتم به ایتالیا حمله کرد. یکی از دلایل گسترش سکولاریسم ناتوانی کلیسا در یاری رساندن در برابر مرگ سیاه بود. فرانسوای یکم هنر و هنرمندان ایتالیایی نظیر لئوناردو دا وینچی را به کشور خود دعوت کرد و با هزینه‌های زیاد کاخ‌های مجللی ساخت. نویسندگانی مانند فرانسوا رابله، پی‌یر دو رونسار، یواخیم دو بله و میشل دو مونتنی و نقاشانی نظیر ژان کلو و موسیقی‌دانانی چون ژان موتو نیز از روح رنسانس الهام گرفتند.
در ۱۵۳۳، کاترین مدیچیِ ۱۴ساله که متولد فلورانس و فرزند لورنزو د مدیچی و مادلین دو لا تور دآورژن بود، با آنری دوم، پسر دوم شاه فرانسوای اول و ملکه کلود ازدواج کرد. اگرچه کاترین مدیچی برای نقشش در جنگ‌های مذهبی فرانسه معروف و بدنام شد، او تأثیر مستقیمی در ورود هنر، علوم و موسیقی فلورانسی به دربار فرانسه داشت. (هنر و موسیقی، شامل نوعی رقص که در رنسانس ایتالیایی ریشه دارد و بعدها تکامل پیدا کرد و باله نام گرفت).

## انقلاب‌های فکری عصر رنسانس
تحولات و دگرگونی‌های فکری گوناگونی در عصر رنسانس به وقوع پیوست که از نظر اهمیت و شدت تأثیرگذاری به موارد زیر می‌توان اشاره کرد و آن‌ها را پایه‌های اساسی شکل‌گیری عصر رنسانس دانست.

### انقلاب فکریکوپرنیک

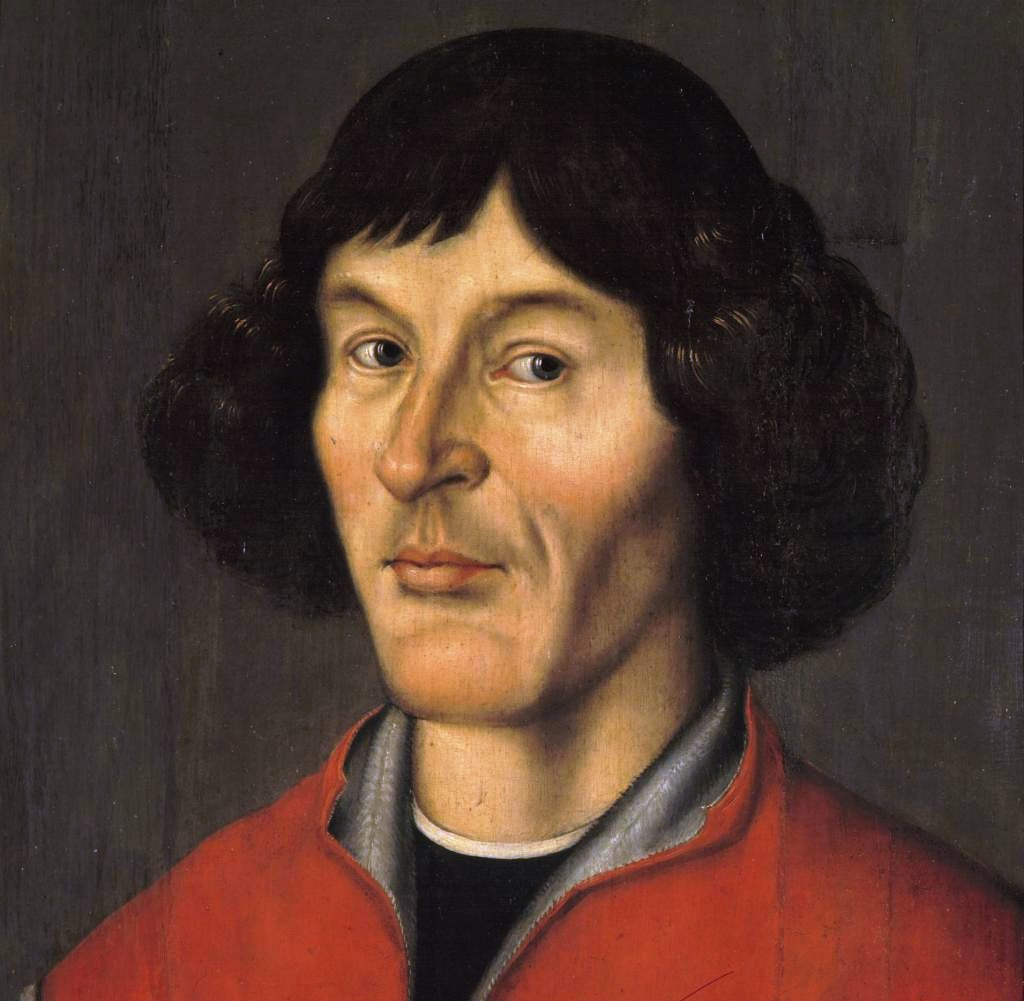
نیکلاس کوپرنیک، ستاره‌شناس لهستانی

کوپرنیک نظریهٔ زمین‌مرکزی را مردود شمرد و به‌جای زمین، خورشیدمرکزی یا خورشیدمحوری را قرارداد. با این نظر زمین دیگر مرکز جهان و انسان نیز دیگر اشرف مخلوقات نبود. این نخستین بحران وجدان انسان غربی بود؛ زیرا انسان موجودی بود در کیهانِ بیکران.
انقلاب فکری بزرگی بود زیرا هم با اصول پذیرفته‌شدهٔ نجوم بطلمیوسی در تعارض بود و هم با متن کتاب مقدس. در سال ۱۵۱۴ کوپرنیک دست نوشته کوتاهی را بین دوستان خود توزیع کرد که در آن دیدگاه‌هایش را دربارهٔ فرضیه خورشیدمرکزی به اختصار بیان کرده بود.
نوشتهٔ کوتاه کوپرنیک با استقبال زیادی روبرو شد و او را در جمع دانشمندان اروپایی نام‌آور گردانید اما کوپرنیک هنوز نظریه‌اش را قابل‌عرضه در محافل علمی نمی‌دانست و سال‌های بعد را صرف تحقیقات دقیق و جمع‌آوری شواهد و مدارک کرد تا به آن اعتبار بیشتری بخشد.
در سال ۱۵۳۳ شهرت کوپرنیک به جایی رسیده بود که آلبرت ویدمانشتات منشی پاپ کلمنت هفتم یک رشته سخنرانی دربارهٔ نظریهٔ او برای پاپ و گروهی از کاردینال‌ها در واتیکان ترتیب داد. در ۱۵۳۶ که تحقیقات کوپرنیک به اتمام رسید دیگر در اروپا دانشمندی نبود که دربارهٔ نظریهٔ انقلابی او چیزی نشنیده باشد و بسیاری در گوشه و کنار قاره خواستار انتشار آن بودند. او حتی در کلیسا نیز حامیان پرنفوذی داشت؛ کاردینال نیکلاس فون شونبرگ در نامه‌ای خطاب به کوپرنیک نوشت: «... ای مرد فاضل امیدوارم که تقاضای مرا بی‌جا ندانی ولی مؤکداً از تو استدعا می‌کنم که کشف خود در باب کائنات را در معرض قضاوت دیگر نخبگان جهان قرار دهی و ضمناً در اولین فرصت ممکن شرحی از نظریهٔ خود را همراه با جداول و هرچه که به آن مربوط است برای من ارسال داری…» این نامهٔ تشویق‌آمیز اگرچه برای کوپرنیک بسیار ارزشمند بود ولی کافی نبود تا او را به انتشار نظریهٔ انقلابی‌اش متقاعد کند.
وی همچنان به تکمیل تحقیقات خود ادامه داد تا سال ۱۵۳۹ که با ریاضیدانی به نام گئورگ یواخیم رتیکوس آشنا گردید و او را به شاگردی پذیرفت. این دو با هم نظریهٔ جدید را مطالعه کردند. پس از دو سال رتیکوس با استفاده از اصول تئوری کوپرنیک کتاب ناراتیو پریما را دربارهٔ حرکت زمین نوشت و در ۱۵۴۲ به نام کوپرنیک بخشی از پژوهش او در مثلثات را منتشر کرد. در برابر اصرار شدید رتیکوس بالاخره کوپرنیک پذیرفت که شرح کاملی دربارهٔ نظریه خود فراهم کند و آن را به نورنبرگ بفرستد تا با نظارت او به چاپ رسد. سرانجام کتاب در ۱۵۴۳ منتشر شد.

### انقلاب فکریگالیله

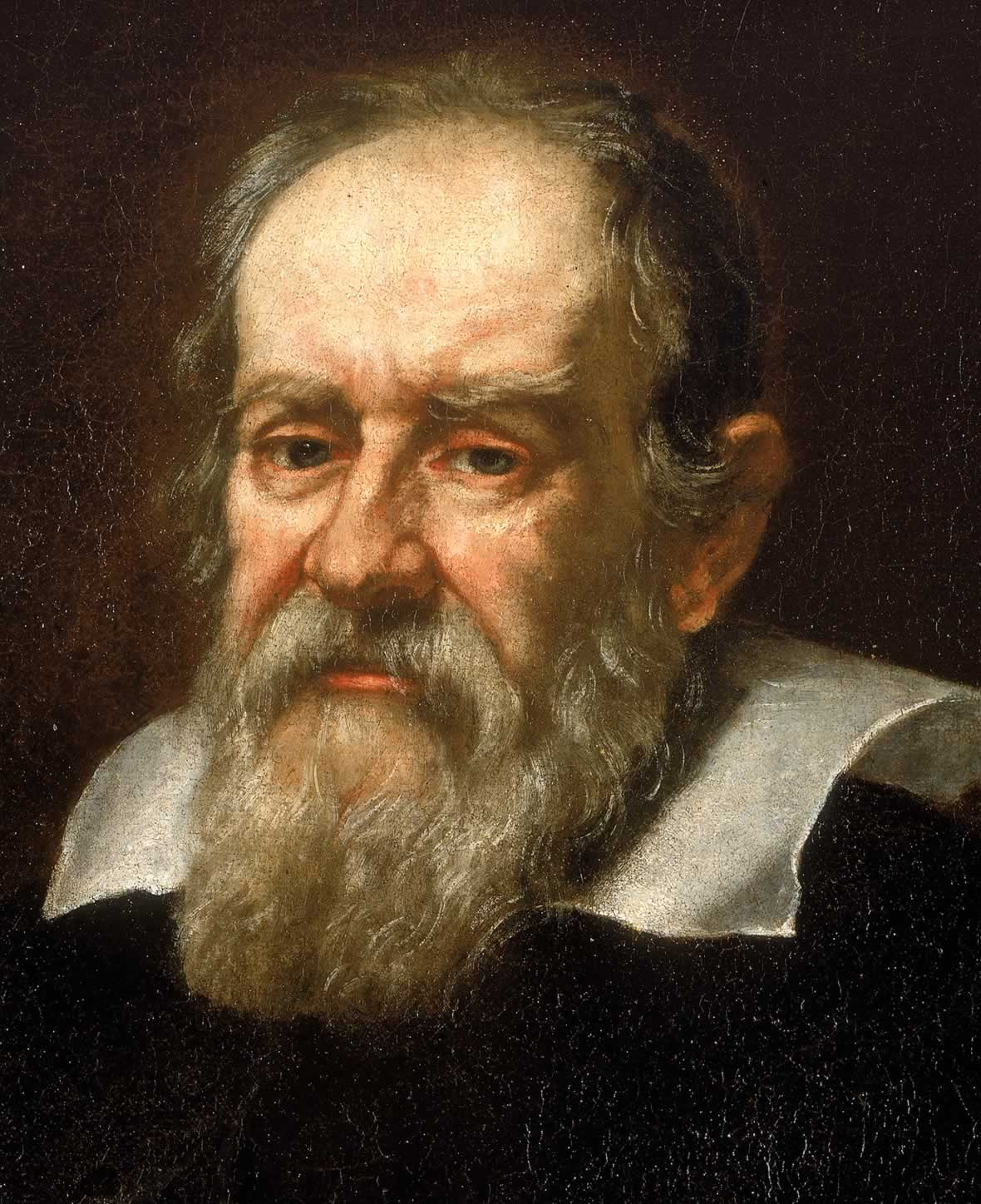
گالیلئو گالیله ستاره‌شناس و فیزیک‌دان ایتالیایی

شاخص‌ترین متفکر رنسانس گالیله است وی مفهومی تازه از حقایق طبیعت را اعلام کرد که بنیادهای تعالیم کلیسا را متزلزل کرد و فیزیک را مستقل از الهیات ساخت.
گالیله می‌گفت:
 حقیقت طبیعت همواره در برابر چشم‌های ماست. این حقیقت چیزی نیست که یک بار به انبیای بنی اسرائیل و حضرت مسیح وحی شده باشد. حقیقت طبیعت همواره در برابر چشمان ماست. اما برای فهم این حقیقت باید با زبان ریاضی آشنا بود. زبان این حقیقت اشکال هندسی یعنی دایره و بیضوی و مثلث و امثالهم است؛ که در کتاب مقدس سخنی از ریاضی و هندسه به میان نیامده‌است.
گالیله علم فیزیک را سکولار کرد و آن را از الهیات مستقل دانست. تکیه‌گاه علم فیزیک از آن پس خرد انسان بود.
گالیله قانون آونگ را کشف کرده بود قانون آونگ گالیله امروزه همچنان در امور گوناگون به کار می‌رود مثلاً برای اندازه‌گیری حرکات ستارگان یا مهار روند کار ساعت‌ها از این قانون استفاده می‌کنند. آزمایش‌های او دربارهٔ آونگ آغاز فیزیک دینامیک جدید بود واکنشی که قوانین حرکت و نیروهایی را که باعث حرکت می‌شوند در بر می‌گیرد گالیله در سال ۱۵۸۸ در دانشگاه پیزا مدرک دکتری (استادی) گرفت و در همان‌جا برای تدریس ریاضیات باقی‌ماند.
گالیلئو گالیله در ۲۵سالگی دومین کشف بزرگ علمی خود را به انجام رسانید؛ کشفی که باعث از بین رفتن یک نظریهٔ به‌جاماندهٔ دو هزار ساله شد و دشمنان زیادی را برایش آفرید. در دوران گالیله بخش بسیاری از علوم بر اساس فرضیه‌های ارسطو، فیلسوف بزرگ یونانی که در سدهٔ ۴ پیش از میلاد می‌زیست بنا شده بود و آثار او به عنوان مرجع و سرچشمه تمامی علوم به‌شمار می‌آمد؛ هر کس که به یکی از قانون‌ها و قواعد ارسطو شک می‌کرد انسان کامل و عاقلی به‌شمار نمی‌آمد. یکی از قواعدی که ارسطو بیان کرده بود این ادعا بود که اجسام سنگین، تندتر از اجسام سبک سقوط می‌کنند. گالیله ادعا می‌کرد که این قاعده اشتباه است به‌طوری‌که گفته می‌شود او برای اثبات این خطا از استادان هم دانشگاهی خود دعوت به عمل آورد تا به همراه او به بالاترین طبقه برج مایل پیزا بروند گالیله دو گلوله توپ یکی به جرم ۵ کیلو و دیگری به جرم نیم کیلو با خود برداشت و از فراز برج پیزا هر دو گلوله را به‌طور هم‌زمان به پایین رها کرد در کمال شگفتی تمام حاضران در صحنه مشاهده کردند که هر دو گلوله به‌طور هم‌زمان به زمین رسیدند. گالیله به این ترتیب یک قانون فیزیکی مهم را کشف کرد: سرعت سقوط اجسام به جرم آن‌ها بستگی ندارد.
بعدها این اصل که به قانون سقوط آزاد یا اصل هم‌ارزی معروف شد، اساس فیزیک مدرن را بنا نهاد. آلبرت اینشتین، تئوری معروف خود نسبیت عام را بر پایهٔ درستی همین اصل نگاشته‌است.
گالیله همچنان موفق به ساختن یک نوع دوربین (تلسکوپ) گردید ولی این دستگاه قدرت زیادی نداشت اما مطلب مهم این بود که اصل اختراع کشف شده بود و ساختن دوربین قوی‌تر فقط کار فنی بود. این دوربین به رئیس حکومت «ونیز» تقدیم شد و در کنار ناقوس سن مارک گذاشته شد سناتورها و تجار ثروتمند در پشت دوربین قرار گرفتند و همگی دچار حیرت و تعجب شدند چون آن‌ها خروج مؤمنین را از کلیسای مجاور و کشتی‌هایی را که در دورترین نقاط افق در حرکت بودند مشاهده نمودند ولی گالیله فوراً دوربین را به طرف آسمان متوجه ساخت مشاهدهٔ مناظری که تا آن زمان هیچ چشمی قادر به تماشای آن نبود شور و شعفی فراوان در گالیله به وجود آورد گالیله مشاهده نمود که ماه برخلاف گفته ارسطو که آن را کره‌ای صاف و صیقلی می‌دانست پوشیده از کوه‌ها و دره‌هایی است که نور خورشید برجستگی‌های آن‌ها را مشخص تر می‌سازد به علاوه ملاحظه نمود که چهار قمر کوچک به دور سیارهٔ مشتری در حرکت هستند و بالاخره لکه‌های خورشید را به چشم دید دانشمند بزرگ در سال ۱۶۱۰ تمام این نتایج را در جزوه‌ای به نام «کتاب قاصد» آسمان انتشار داد که موجب تحسین و تمجید بسیار گشت ولی انتشار کتاب قاصد آسمان فقط تحسین و تمجید همراه نداشت بلکه جمعی از مردم بر او اعتراض کردند و از او می‌پرسیدند چرا تعداد سیارات را ۷ نمی‌داند و حال آنکه تعداد فلزات ۷ است و شمعدان معبد ۷ شاخه دارد و در کله آدمی ۷ سوراخ موجود است گالیله در جواب تمام سؤالات فقط گفت با چشم خود در دوربین نگاه کنید تا از شما رفع اشتباه شود.
مشاهدات و پژوهش‌های گالیله او را به این وادی رهنمون شدند که فرضیه‌های علمی را که بر اساس آن‌ها زمین در مرکزیت عالم قرار داشت و خورشید و ستارگان به دور آن می‌گشتند مردود می‌شمرد. نزدیک به نیم‌سده پیش از آن کوپرنیک اثر بزرگ خود را که طی آن ثابت کرد خورشید در مرکز دستگاه ستاره‌ای ما ست و زمین و سیاره‌ها به دور آن می‌گردند- در معرض اذهان عموم قرار داده بود.

### انقلاب فکریدکارت

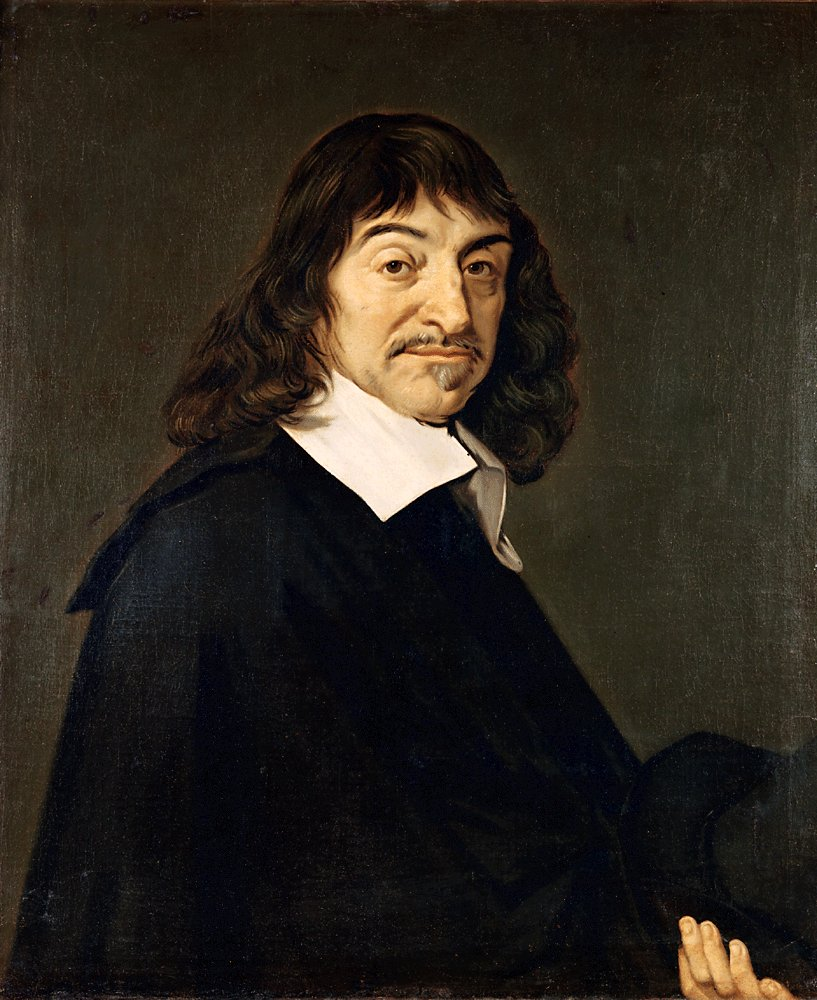
رنه دکارت ریاضیدان و فیلسوف فرانسوی

سومین انقلاب فکری را رنه دکارت به راه انداخت. او خرد آدمی را به‌جای کتاب مقدس و سنت پاپ و کلیسا و فرمانروا نشاند. با این کار دکارت سوژه بزرگی آفرید.
در اروپای غربی، فلسفهٔ دکارت خرافات را از میان برداشت و عصر «اندیشه‌های روشن و متمایز» آغاز شد. دیگر همه چیز را با محک عقل می‌سنجیدند حتی محتویات کتاب مقدس. روزگار ایمان جایش را به روزگار خرد داد. روش دکارت برای پژوهش طبعیت روش قیاسی و استنتاجی بود.
نیوتن منحیث وارث دستاوردهای گالیله و کپلر پا به عرصه می‌گذارد، قانون گالیله دربارهٔ سقوط آزاد اجسام و قوانین کپلر را در قانون گرانش یگانه کرد، روش نیوتن روش تحلیلی و استقرایی بود.
در دوران دکارت، بزرگ‌ترین مانع در برابر مردم عادی برای اندیشیدن، این خرافهٔ تحمیل‌شدهٔ کلیسا بود که جز کسی که همهٔ صفحات فلسفه مَدرَسی را آموخته باشد، نمی‌تواند به پرسش‌های فلسفی بیندیشد. در نتیجه مردم نیاز داشتند که یاد بگیرند که دربارهٔ این ستون‌های جهل شک کنند، پیش از آن که تفکر فلسفی جدیدی را برپا کنند. این هدفی است که کتاب تأملات در فلسفه اولی دکارت در برابر خود قرار داده‌است.
شکاک‌گرایان به شک و تردید معروف بودند، و همه می‌دانستند که تفکر و اندیشه ایشان، نمی‌توانست فلسفه مثبتی برای زندگی «مطمئن» به بار آورد. از سوی دیگر، جستجو برای یقین، مترادف با قبول اصول منظم کلیسا، و فلاسفه اش یعنی فلاسفه مدرسی بود. با این همه دکارت، «شک برای یقین» را گسترش داد، که برای عموم هم گیرا بود؛ و در نتیجه آن مبانی تقسیم‌بندی روحانی متخصص و فرد عادی لائیک نیز به لرزه می‌افتاد.
او می‌نویسد:
 نه آن که از شک‌گرایان تقلید کنم، که تنها برای خودِ شک شک می‌کنند، و همیشه می‌خواهند که برکنار از قطعیت بمانند، در برابر، هدف من رسیدن به یقین بود، و کنار زدن زمین و شن روان، تا که به تخته سنگ یا خاک رس برسم.
از این روی در مقایسه با شک شک‌گرایان، که شاید تنها برای عده‌ای روشنفکر جذاب بود، نوع شک دکارت، توان آن را داشت که عمومی‌تر شود. دکارت بسیار محتاط است، تا قواعد رفتاری و اخلاقی را پیش از تأمل اندیشمندانه معین کند. همه راهنماها لازم برای فرد لائیک، برای چنین راه‌پیمایی فلسفی مهم هستند، تا از سرگردانی اجتناب شود. پس از شرایط اولیه پیش‌فرض گرفتن در کتاب گفتار در روش است که او حرکت مورد نظرش را در کتاب تأملات توصیف می‌کند.

در کتاب تأملات او نخست در بارهٔ حواس شک می‌کند. اما حرکت مهم او، در گام دوم که شک کردن به خدا است، «آیا خدایی وجود دارد …؟» و حتی شک می‌کند که آیا خدا فریب‌کار است، وقتی می‌نویسد: 
... من باید بیازمایم که آیا خدا وجود دارد، و اگر هست، این که آیا می‌تواند فریب‌کار باشد یا نه.
در عصری که دکارت در آن زندگی می‌کرد، این بزرگ‌ترین گناه بود که به وجود خدا شک شود، تا چه رسد به آن که در بارهٔ خدا بمثابهٔ فریبکار فکر شود. فرانسیس بیکن، پدر تجربه‌گرایی و هم‌دورهٔ دکارت، کار را برای خود آسان کرده بود، با گفتن آنکه فلسفه بایستی فقط بر روی استدلال تکیه کند، در صورتی‌که الهیات از طریق اعتقاد قابل‌شناخت است، و به این صورت بیکن از رویارویی با کلیسا اجتناب کرده بود. در مقایسه، دکارت، از سوی دیگر، هدف خود را دقیقاً بر روی ممنوع‌ترین شک جامعه خود می‌گذارد، یعنی برای جامعه، اندیشه مستقل را به‌روشنی در برابر عموم به نمایش می‌گذارد. بسیاری از منتقدان، به نتیجه‌گیری خدامنشانهٔ دکارت دربارهٔ اعتقاد، و نیز به عملکرد و کوشش‌های وی برای سازش کلیسا و علم اشاره می‌کنند، و این‌ها را به‌عنوان دلیل بر ناصادق بودن دکارت در حرکت بالا در رابطه با شک در وجود خدا می‌دانند. چه منتقدان درست گویند و چه نه، و صرف‌نظر از نتیجه‌گیری خود دکارت از بحثی که طرح کرده‌است، و با این که درک خودش اساساً محافظه‌کارانه بوده‌است، این واقعیت انکارناپذیر است که برخورد دکارت در شک و حتی مشاهدهٔ خدا به‌عنوان فریبکار، اعتقادات مذهبی زمان خود را به‌طور جدی تهدید و به لرزه درآورده‌است. وقتی عامهٔ مردم چنین برخوردی با خدا را جایز بشمارند، در عمل این حرکت می‌تواند به کفر انجامد، صرف‌نظر از آنکه جواب‌های مقابل بحث اولیه هر قدر هم قانع‌کننده باشند. در واقع این طرح فکری، دقیقاً نطفهٔ انقلاب دکارتی بود، گرچه این تحول از طریق شاید یک محافظه‌کار آغاز شد، یعنی خود شخص دکارت! جرئت به شک در بارهٔ باورهای غالب در جامعه، همان قدر برای تشویق اندیشه مستقل لازم بود، که به رسمیت شناختن برابری ظرفیت استدلال در انسان‌ها.

## رویدادهای مهم در تاریخ رنسانس
| سال              | رُخداد |
| ---------------- | --- |
| حدود سال ۱۳۰۷    | دانته نوشتن کمدی الهی را آغاز می‌کند. |
| سال ۱۳۴۱         | مجلس سنای روم به پترارک لقب شاعر دربار می‌دهد. |
| سال ۱۳۴۸         | بوکاچیو نوشتن دکامرون را آغاز می‌کند. |
| حدود سال ۱۳۴۹    | پترارک سونات‌هایش را در ترانه‌ها گردآوری می‌کند. |
| سال ۱۳۸۰         | ونیز، جنوآ را شکست می‌دهد. |
| حدود سال ۱۳۸۷    | چاوسر داستان‌های کانتربری را آغاز می‌کند. |
| سال ۱۳۹۷         | خانواده مدیچی در فلورانس بانکی را تأسیس کرده و شروع به اندوختن ثروت کلانی می‌کنند. |
| سال ۱۴۰۱         | اتحادیه صنفی بازرگانان پشم فلورانس، مسابقه‌ای را برای طرح جدید برای درهای باپتیستری، کلیسایی در فلورانس، راه می‌اندازند و لورنتسو گیبرتی برنده می‌شود و فیلیپو برونلسکی نایب قهرمان مأیوس، مشغول مطالعه ویرانه‌های روم باستان می‌شود. |
| سال ۱۴۱۹         | فیلیپو برونلسکی بیمارستان فاندلینگ (کودک بی سرپرست) در فلورانس را طراحی کرده که نخستین بنای معماری رنسانس به‌شمار می‌رود. در سال بعد او گنبدی بدیع و بزرگ را برای کلیسای جامع فلورانس طراحی می‌کند.                                 |
| سال ۱۴۲۱         | پرنس هنری دریانورد، برای یافتن راه دریایی هند از طریق آفریقا کشتی‌های پرتغالی را به جنوب می‌فرستد. |
| سال ۱۴۳۰         | دوناتلو، مجسمه‌ساز بزرگ فلورانسی، مجسمه پر نفوذ و مؤثر خود داوود را به پایان می‌رساند. |
| سال ۱۴۳۴         | کوزیمو د مدیچی حاکم فلورانس می‌شود. |
| سال ۱۴۳۹         | فرهنگستان افلاطونی پایه‌گذاری می‌شود؛ اولین سپاه آماده در فرانسه تشکیل می‌شود. |
| سال ۱۴۴۱         | تجارت برده‌های آفریقایی آغاز می‌شود. |
| حدود سال ۱۴۵۰    | چاپ اختراع می‌شود و یوهانس گوتنبرگ آلمانی، کارگر چاپخانه، نخستین کتب چاپ شده به وسیله حروف متحرک در اروپا را منتشر می‌کند. |
| سال ۱۴۵۰         | اتحاد سیاسی میان جمهوری‌های فلورانس، میلان و ناپل، موجب برقراری ثبات در ایتالیای عهد رنسانس می‌گردد. |
| سال ۱۴۵۲         | لورنتسو گیبرتی، سری دوم از درهای کلیسای باپتیستری فلورانس را به پایان می‌رساند. میکل آنژ آن‌ها را «دروازه‌های بهشت» می‌نامد.. |
| سال ۱۴۵۳         | قسطنطنیه به دست ترک‌های عثمانی می‌افتد و دانشمندان بیزانس به همراه آوارگان یونانی زبان به ایتالیا می‌گریزند و نسخه‌های خطی کلاسیک با ارزشی را با خود می‌برند.                                                                         |
| سال ۱۴۶۱         | لویی یازدهم پادشاه فرانسه می‌شود. |
| سال ۱۴۶۹         | لورنتزوی مدیچی حاکم فلورانس می‌شود. |
| سال ۱۴۷۹         | فردیناند و ایزابلا سلطنت‌های آرگون و کاستیل را متحد می‌کنند تا اسپانیا به وجود آید. |
| سال ۱۴۸۳         | ترجمهٔ آثار افلاطون که توسط فیچینو صورت گرفته منتشر می‌شود. |
| سال ۱۴۸۵         | هنری هفتم، اولین پادشاه تئودورها به سلطنت انگلستان می‌رسد. |
| سال ۱۴۸۶         | پیکو خطابه‌ای در مورد شٲن انسان می‌نویسد. |
| سال ۱۴۹۲         | کریستوف کلمب که سفر دریایی‌اش از اسپانیا آغاز کرده، به آمریکا می‌رسد. |
| سال ۱۴۹۴         | آلبرشت دورر هنرمند آلمانی برای نخستین بار از فلورانس دیدن می‌کند. |
| سال ۱۴۹۵–۱۴۹۷    | لئوناردو دا وینچی تابلوی شام آخر را نقاشی می‌کند. |
| حدود سال ۱۴۹۷    | جان کابوت سفر دریایی‌اش را از انگلستان آغاز می‌کند و جزیرهٔ نیوفاوندلند و نوا اسکوشیا را کشف می‌نماید. |
| سال ۱۴۹۸         | واسکو دوگامای پرتغالی از راه دریا با دور زدن آفریقا به هند می‌رسد. |
| سال ۱۴۹۸         | جیرولامو ساونارولا راهب با نفوذ فلورانس، پس از چهار سال فرمانروایی، اعدام می‌شود. |
| سال ۱۴۹۹         | میکل آنژ مجسمهٔ سوگ مریم را به پایان می‌رساند. |
| سال ۱۵۰۴         | میکل آنژ مجسمهٔ داوود را به پایان می‌رساند. |
| سال ۱۵۰۴         | لئوناردو دا وینچی، تابلوی مونالیزا که تصویر همسر یک مقام فلورانسی است را نقاشی می‌نماید. |
| سال ۱۵۰۷         | اولین نقشه‌ای که سرزمین جدید را به صورت یک قارهٔ مجزا تحت عنوان آمریکا نشان می‌دهد، پدید می‌آید. |
| سال ۱۵۰۹         | اراسموس در ستایش دیوانگی را منتشر می‌کند. |
| سال ۱۵۱۲         | میکل آنژ نقاشی سقف کلیسای سیستین در واتیکان رم را پس از چهار سال به پایان می‌رساند. |
| سال ۱۵۱۳         | ماکیاولی کتاب شهریار (The Prince) را می‌نویسد. |
| سال ۱۵۱۷         | مارتین لوتر نود و پنجمین فرضیه‌اش را تهیه می‌کند و با اعتراضات خویش، آغازگر جنبش اصلاح دینی می‌گردد. |
| سال ۱۵۱۹         | لئوناردو دا وینچی در فرانسه و در کاخی که فرانسوای اول پادشاه فرانسه به او داده بود، از دنیا می‌رود. |
| سال ۱۵۲۱         | مارتین لوتر توسط کلیسای کاتولیک تکفیر می‌شود؛ هرنان کورتز بر آزتک‌ها چیره می‌گردد. |
| سال ۱۵۲۲         | سفر ماژلان اولین گردش به دور زمین را از طریق دریا تکمیل می‌کند. |
| سال ۱۵۳۰         | کالج فرانسه بنیان‌گذاری می‌شود. |
| سال ۱۵۳۳         | فرانسیسکو پیزارو بر اینکاها فاتح می‌شود. |
| سال ۱۵۳۴         | کارتیه به خلیج سنت لورنس را کشف می‌کند و کانادا را برای فرانسه مطالبه می‌کند. |
| سال ۱۵۴۳         | کتاب گردش اجرام آسمانی نوشتهٔ کوپرنیک که در آن ادعا می‌کند خورشید مرکز منظومه شمسی می‌باشد، نه زمین و در باب ساختمان بدن انسان نوشتهٔ وزالیوس منتشر می‌شود.                                                                           |
| سال ۱۵۴۵         | گیرولامو کاردانو، اولین کتاب جبر امروزی را تحت عنوان هنر بزرگ منتشر می‌کند. |
| سال ۱۵۶۴         | گالیلئو گالیله در شهر پیزای ایتالیا و ویلیام شکسپیر در شهر استراتفورد انگلیس متولد می‌شود. |
| سال ۱۵۶۹         | اولین نقشه‌هایی که در آن‌ها از نقشه‌کشی مرکاتور استفاده شده بود منتشر می‌شود. |
| سال ۱۵۸۲         | تقویم گریگوری ابداع می‌شود. |
| سال ۱۵۸۶         | سیمون استیون رقم اعشاری را ابداع می‌کند. |
| سال ۱۵۸۷         | اولین نمایش نامهٔ کریستوفر مارلو، تیمور لنگ بزرگ، روی پرده می‌آید. |
| سال ۱۵۸۸         | انگلیسی‌ها آرمادای اسپانیایی را شکست می‌دهند. |
| حدود سال ۱۵۸۹    | شکسپیر نمایش‌نامه‌نویسی را با نوشتن سه قسمت هنری ششم آغاز می‌کند. |
| سال ۱۵۹۰         | میکروسکوپ مرکب در میدل‌بورخ شهری در جنوب هلند اختراع می‌شود. |
| سال ۱۵۹۱         | گالیله در باب حرکت را می‌نویسد و فرانسوا ویت زبانی را برای جبر معرفی می‌کند. |
| سال ۱۵۹۶         | رنه دکارت در شهر لاهه، از توابع ایالت تورن فرانسه متولد می‌شود. |
| حدود سال ۱۶۰۰    | شکسپیر، هملت را می‌نویسد؛ کمپانی هند شرقی بریتانیا پایه‌گذاری می‌شود. |
| سال ۱۶۰۲         | کمپانی هند شرقی هلند پایه‌گذاری می‌شود. |
| سال ۱۶۰۵         | اولین قسمت دون کیشوت اثر سروانتس منتشر می‌شود و سرفرانسیس بیکن ارزش و ترقیات علوم را می‌نویسد. |
| سال ۱۶۰۷         | انگلیسی‌ها در ویرجینیا ساکن می‌شوند. |
| سال ۱۶۰۸         | تلسکوپ اختراع می‌شود. |
| سال ۱۶۰۹ تا ۱۶۱۰ | کپلر ستاره‌شناسی نوین را منتشر می‌کند. گالیله یک تلسکوپ می‌سازد و سطح ماه را مشاهده می‌کند، چهار قمر مشتری را کشف می‌کند و در مورد سیارهٔ زهره تحقیق می‌کند.                                                                            |
| سال ۱۶۱۵         | دومین قسمت دون کیشوت نوشتهٔ سروانتس منتشر می‌شود. |
| سال ۱۶۲۰         | سر فرانسیس بیکن ارغنون نو را می‌نویسد. |
| سال ۱۶۳۲ تا ۱۶۳۳ | گالیله محاوره دربارهٔ دو منظومهٔ بزرگ جهان را منتشر می‌کند که کلیسا آن را بدعت‌گذاری قلمداد می‌کند. گالیله آشکارا پیروی از مکتب کوپرنیک را انکار می‌کند.                                                                               |
| سال ۱۶۳۷         | دکارت گفتار در روش را منتشر می‌کند. او با کشف رابطهٔ بین جبر و هندسه و ابداع مفهوم دستگاه مختصات انقلابی بسیار بزرگ در ریاضیات پدیدمی‌آورد و روشی را پایه‌گذاری می‌کند که به هندسه تحلیلی موسوم است.                                  |

## نگارخانه

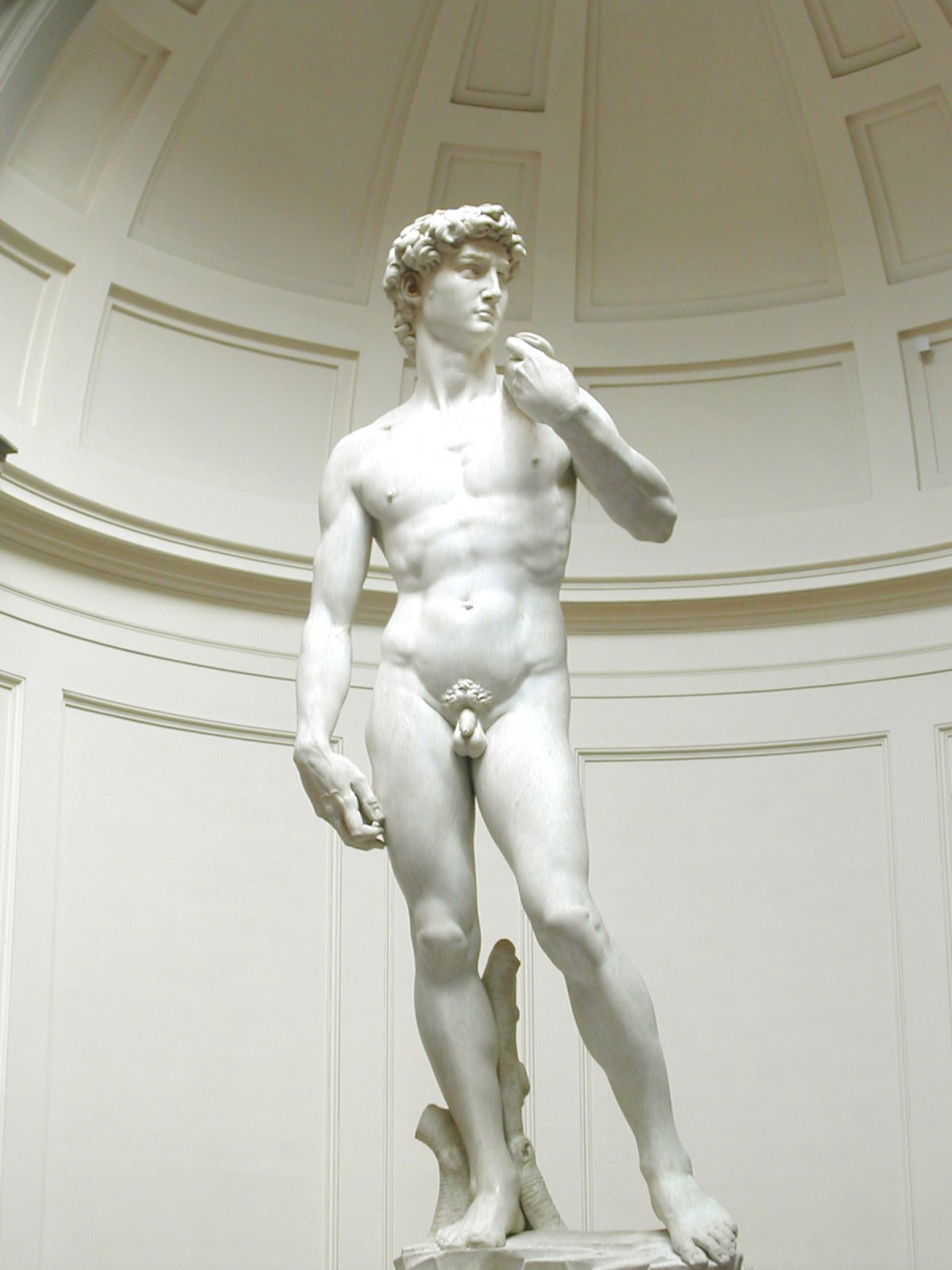
مجسمه داوود اثر میکل آنژ
مونالیزا اثر داوینچی
یک نقاشی از داوینچی
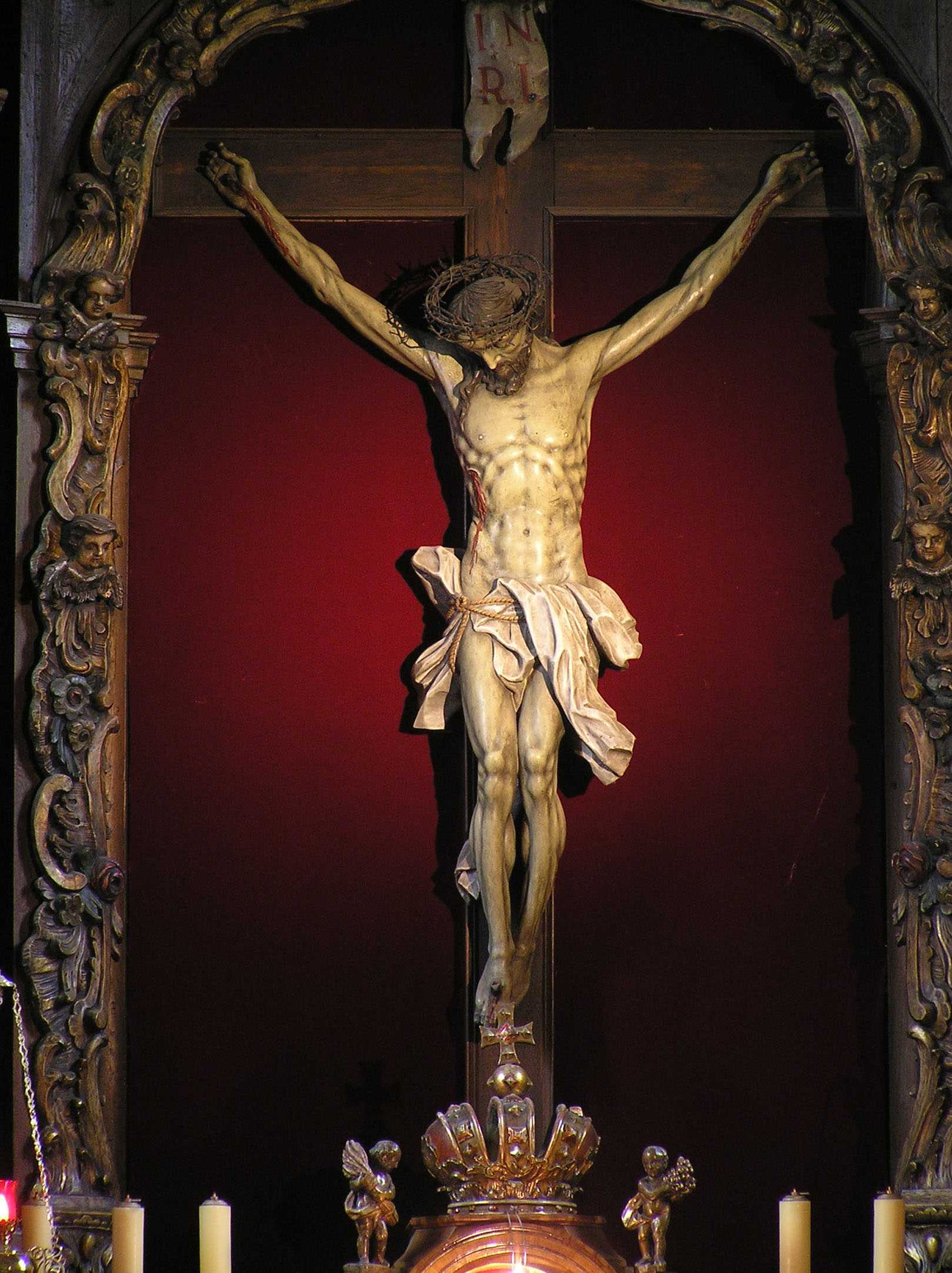
مجسمه‌ای از مسیح در کلیسا
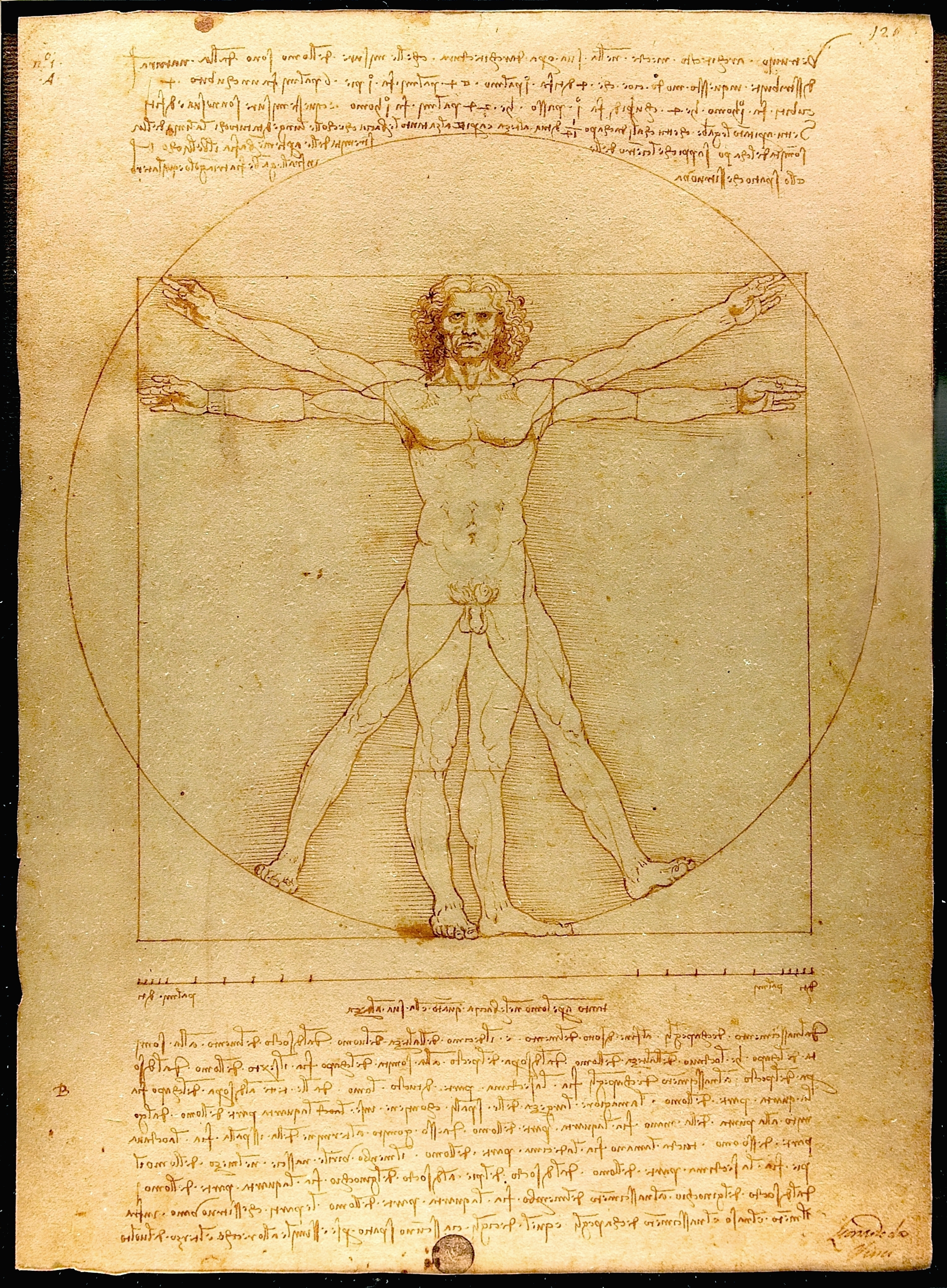
یک نقاشی از داوینچی